# Mosaici della Cappella Palatina
Ricostruzione dei mosaici della Cappella Palatina di Palermo per localizzazione, tema, ciclo sulla base delle descrizioni dell'architetto Alexander Pomerantsev Nikanorovich integrate dai dettagli di Cesare Pasca, dai riscontri fotografici e dai sopralluoghi.

## Loggia e vestibolo
Nel 1506, regnante Ferdinando d'Aragona il Cattolico, essendo cantore di Cappella (ciantro) Giovanni Sanchez, furono realizzati i mosaici sulla parete meridionale esterna e verosimilmente il rivestimento con marmo cipollino della superficie inferiore.
Alcune scene sono realizzate su cartoni preparatori di Valerio Villareale, la Consegna della Bolla su disegno di Vincenzo Riolo, la Madonna in Trono del catino absidale su bozzetto di Gaspare Serenari, artista sostituito da Gioacchino Martorana.

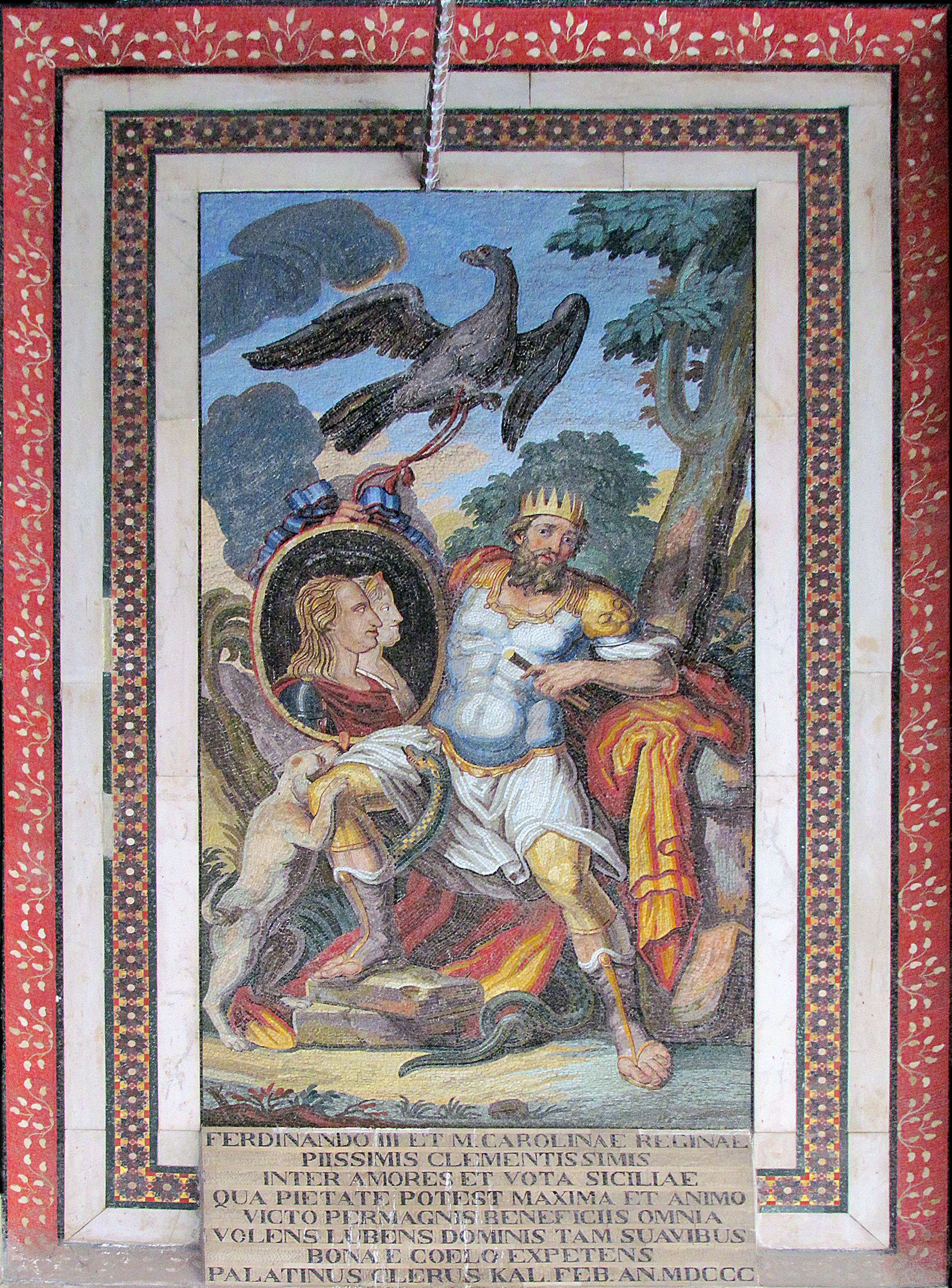
Genio di Palermo.

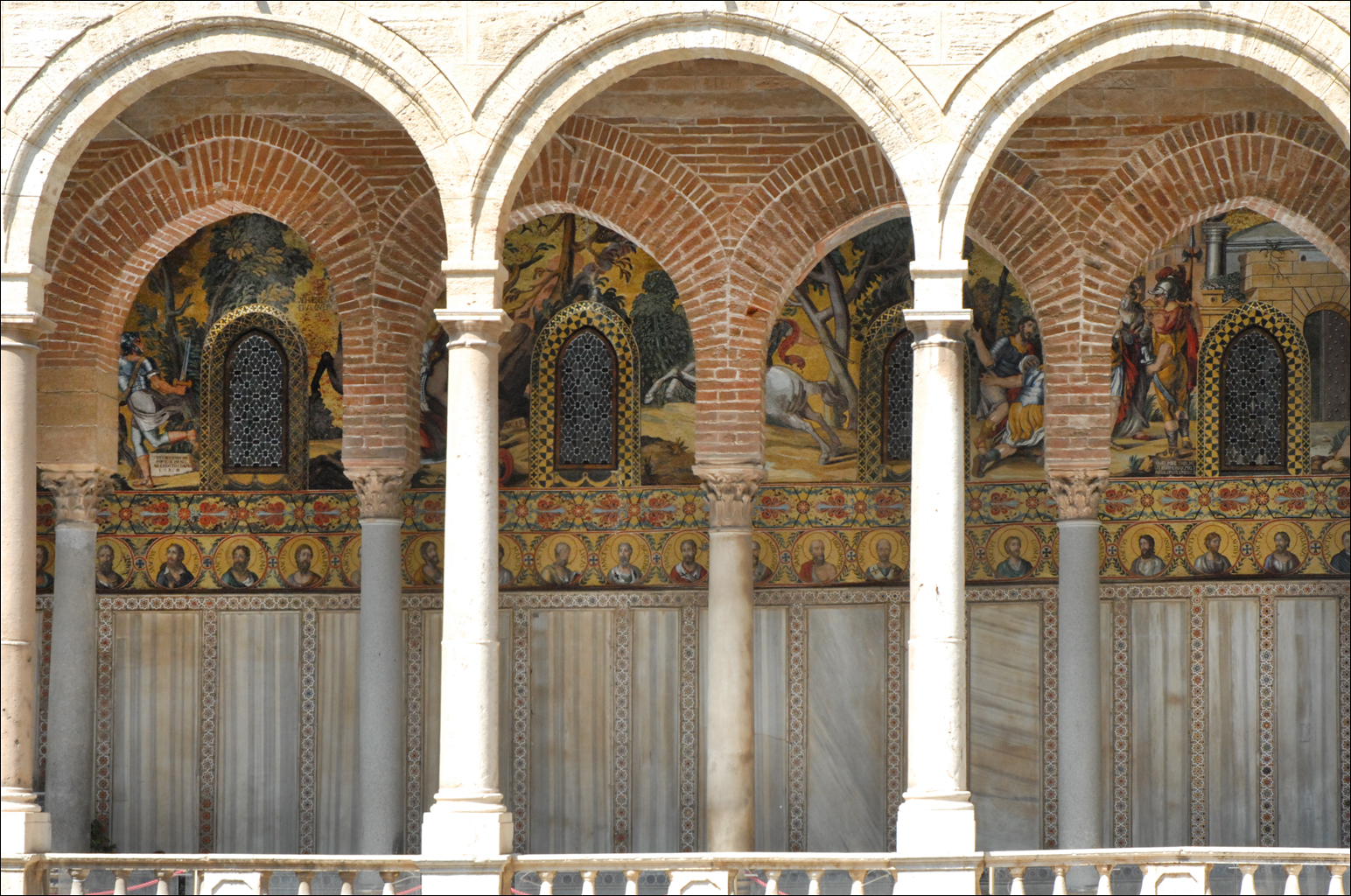
Veduta parziale della Loggia.

|   | Iscrizione latina | Immagine                                                 |
| - | ----------------- | -------------------------------------------------------- |
| 1 |                   | I guerrieri di Davide attaccano gli israeliani ribelli   |
| 2 |                   | Assalonne aggrovigliato coi capelli nei rami dell'albero |
| 3 |                   | Assalonne ucciso da Joab                                 |
| 4 |                   | Davide piange la morte di Assalonne                      |
| 5 |                   | Trionfo di Davide                                        |
| 6 |                   | Davide e Salomone                                        |
| 7 |                   | Genio di Palermo con i ritratti dei Sovrani borboni      |
| 8 |                   | Ruggero consegna la Bolla al Ciantro di Cappella         |

## Mosaici controfacciata
| Livello | Ala sinistra           | Lato trono sinistro   | Centro                    | Lato trono destro      | Ala destra                      |
| ------- | ---------------------- | --------------------- | ------------------------- | ---------------------- | ------------------------------- |
| 1       |                        | San Michele Arcangelo |                           | San Gabriele Arcangelo |                                 |
| 2       |                        |                       | Maestà di Cristo in Trono |                        |                                 |
| 3       | Stemmi                 | San Pietro Apostolo   |                           | San Paolo Apostolo     |                                 |
| 4       | ANGELO e SANCTVS FELIX | Leone                 |                           | Leone                  | SANCTVS IEPOI e SANCTVS IOHANES |

|       |              |              |                           |
| Trono | Parete ovest | Pantocratore | Pantocratore tra Apostoli |

## Mosaici parete destra
| Transetto, Abside   | Monofore                                    | Navata                                  | Pennacchi                                 | Parete meridionale                       |
| ------------------- | ------------------------------------------- | --------------------------------------- | ----------------------------------------- | ---------------------------------------- |
|                     | Creazione di Eva                            | Navata: «Ciclo dell'Antico Testamento»  | Incendio di Sodoma                        | Pietro liberato dall'Angelo              |
|                     | Adamo introdotto nell'Eden                  | Navata: «Ciclo dell'Antico Testamento»  | Abramo ospita i tre angeli                | Pietro nel carcere                       |
|                     | Il Riposo del Creatore                      | Navata: «Ciclo dell'Antico Testamento»  | Abramo adora i tre angeli                 | Fuga di Paolo da Damasco                 |
|                     | Creazione dell'Uomo                         | Navata: «Ciclo dell'Antico Testamento»  | Torre di Babele e Confusione delle lingue | Paolo predica nelle sinagoghe di Damasco |
|                     | Creazione degli animali                     | Navata: «Ciclo dell'Antico Testamento»  | La fornace dei mattoni                    | Anania battezza Paolo                    |
|                     | Creazione dei pesci degli uccelli           | Navata: «Ciclo dell'Antico Testamento»  | Ebbrezza di Mosè                          | La disputa con i Giudei                  |
|                     | Creazione degli astri                       | Navata: «Ciclo dell'Antico Testamento»  | La vigna                                  | Conversione di Saulo                     |
|                     | Separazione delle acque dalla terraferma    | Navata: «Ciclo dell'Antico Testamento»  | Sbarco degli animali nell'Arca            |                                          |
|                     | Creazione del Cielo e della Terra           | Navata: «Ciclo dell'Antico Testamento»  | Costruzione dell'Arca                     | Saulo perseguita i cristiani             |
|                     | Arcangelo Gabriele                          | Arco trionfale                          |                                           |                                          |
| Apostolo            |                                             | Transetto: «Ciclo della Vita di Cristo» |                                           |                                          |
| Apostolo            |                                             | Transetto: «Ciclo della Vita di Cristo» | Resurrezione di Lazzaro                   | SANCTVS MARTINUVS                        |
| Apostolo            | Fuga in Egitto                              | Transetto: «Ciclo della Vita di Cristo» | Trasfigurazione di Gesù                   | Ingresso di Gesù in Gerusalemme          |
| Apostolo            | Sogno di Giuseppe                           | Transetto: «Ciclo della Vita di Cristo» | Risurrezione di Gesù                      |                                          |
| Apostolo            | Natività di Gesù scene parziali             | Transetto: «Ciclo della Vita di Cristo» |                                           | SANCTVS                                  |
| Apostolo            |                                             | Transetto: «Ciclo della Vita di Cristo» |                                           |                                          |
|                     | Vergine Annunciata                          | Arco absidale                           |                                           |                                          |
| Arcangelo Gabriele  | San Silvestro                               |                                         |                                           |                                          |
|                     | San Giovanni Battista, San Giacomo Apostolo | Abside                                  |                                           |                                          |
| Cristo Pantocratore | Maria Vergine in trono                      | Abside                                  |                                           |                                          |

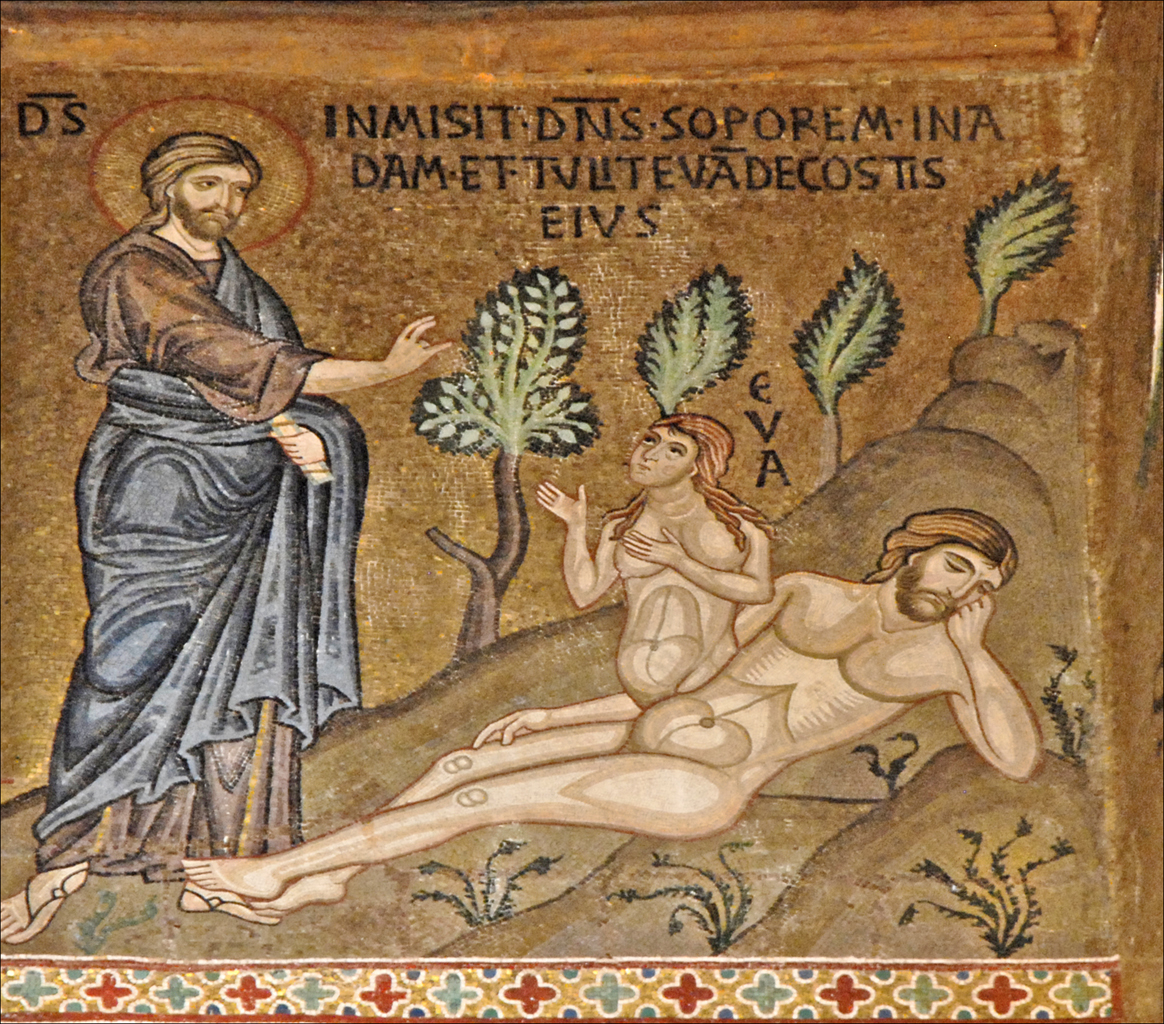
La creazione di Eva.
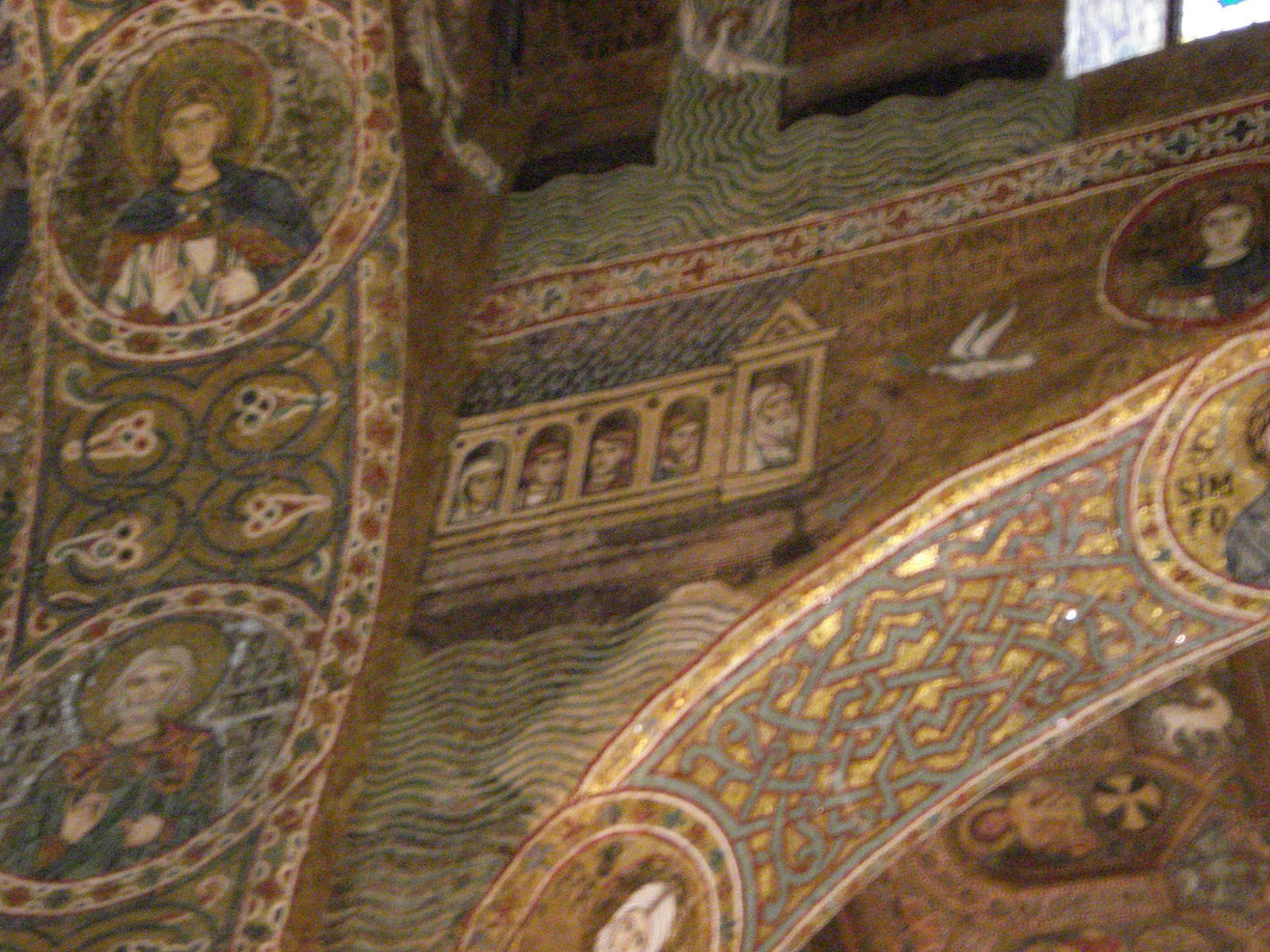
L'arca di Noè.
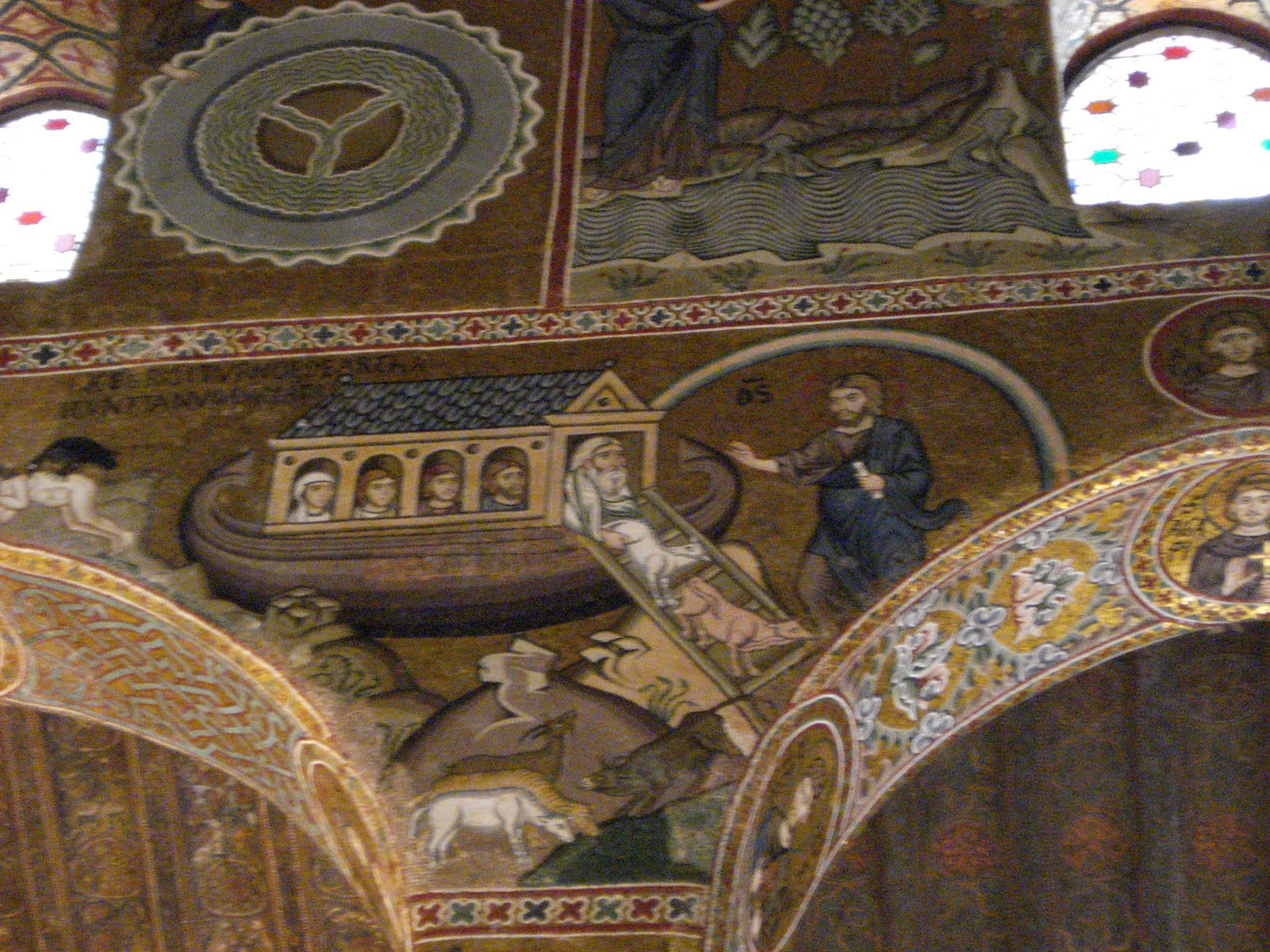
L'alleanza tra Dio e Noe.
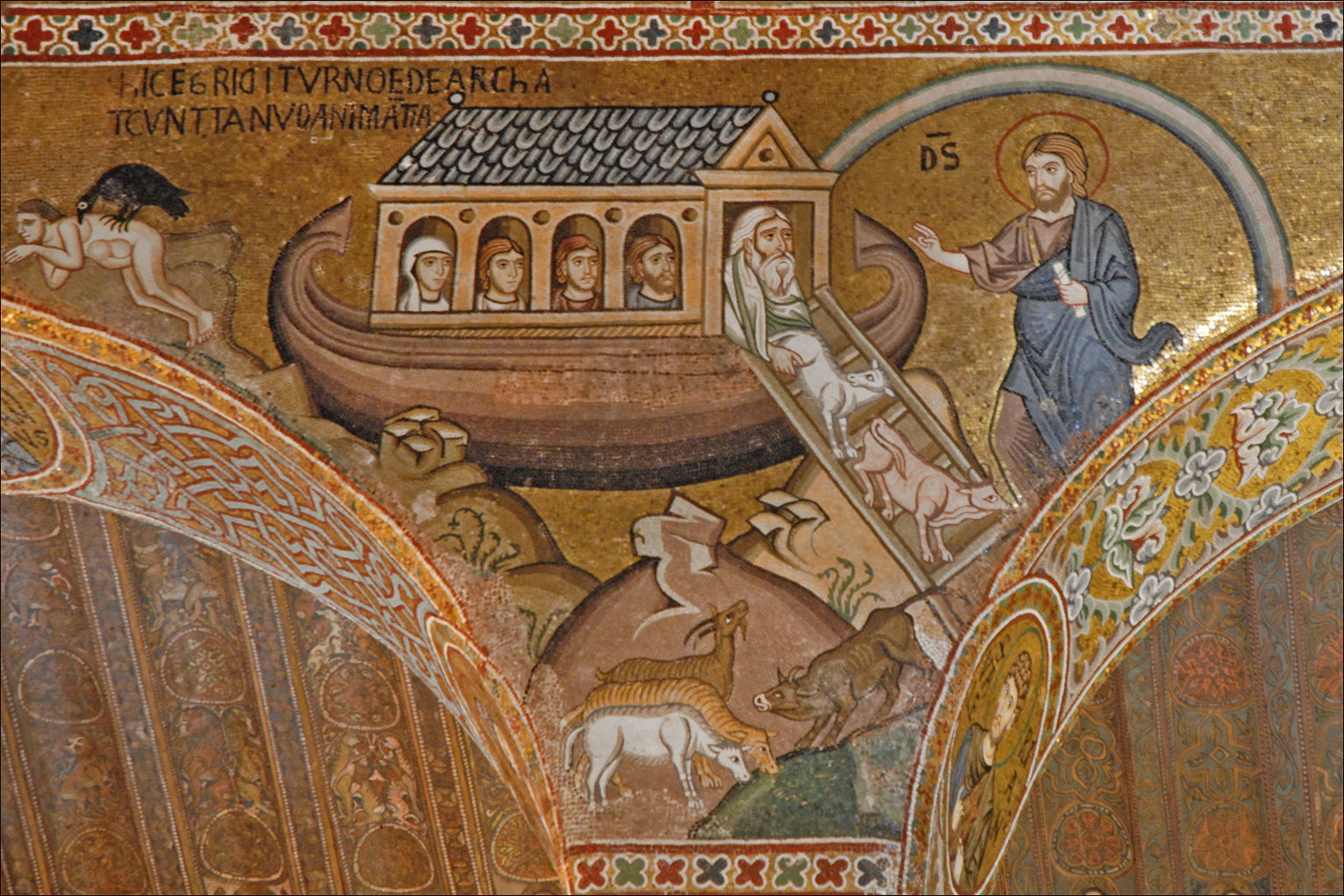
Noè sbarca gli animali.
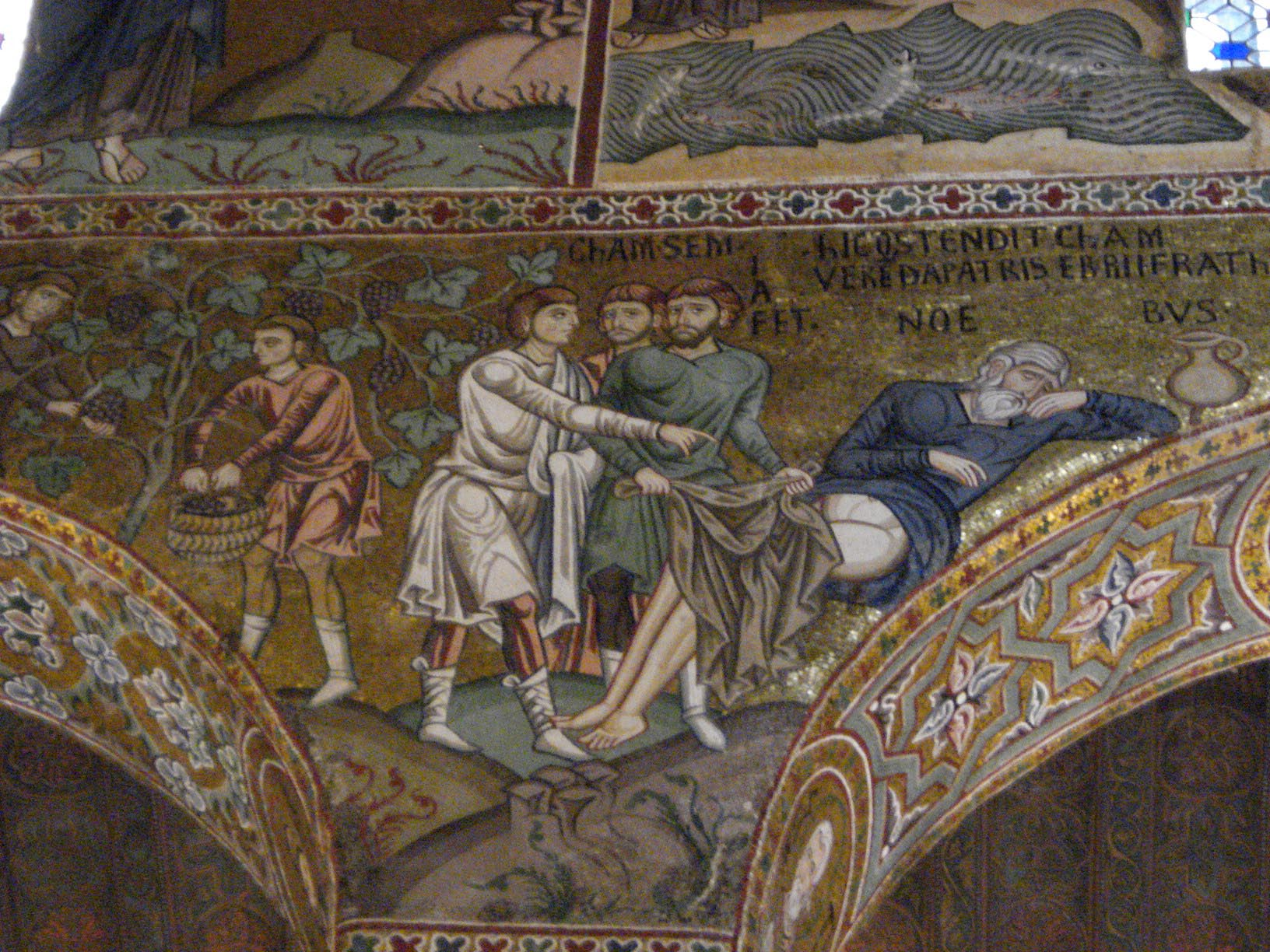
La vigna e L'ebbrezza di Noè.
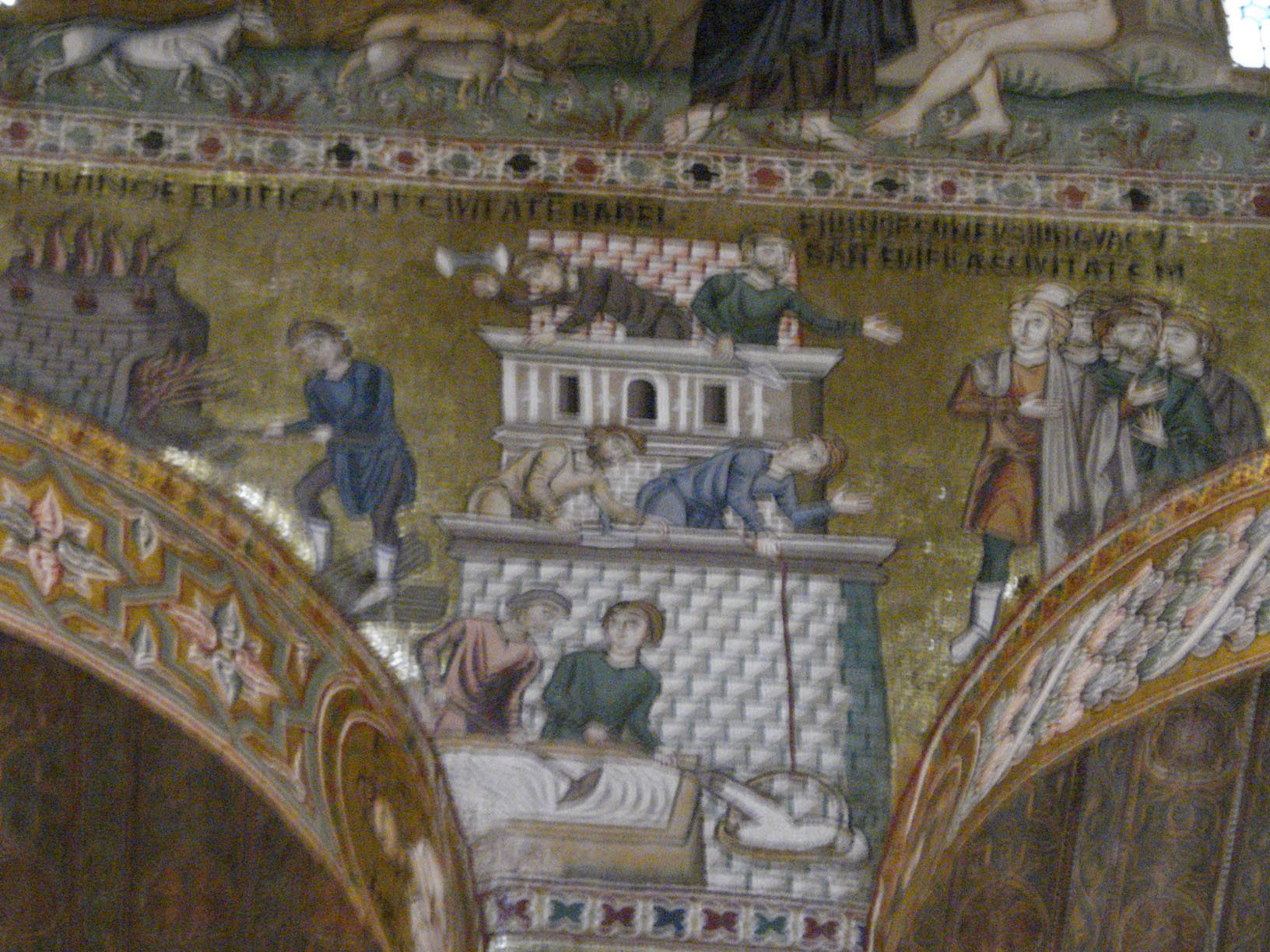
La fornace , La Torre di Babele e La confusione delle lingue.
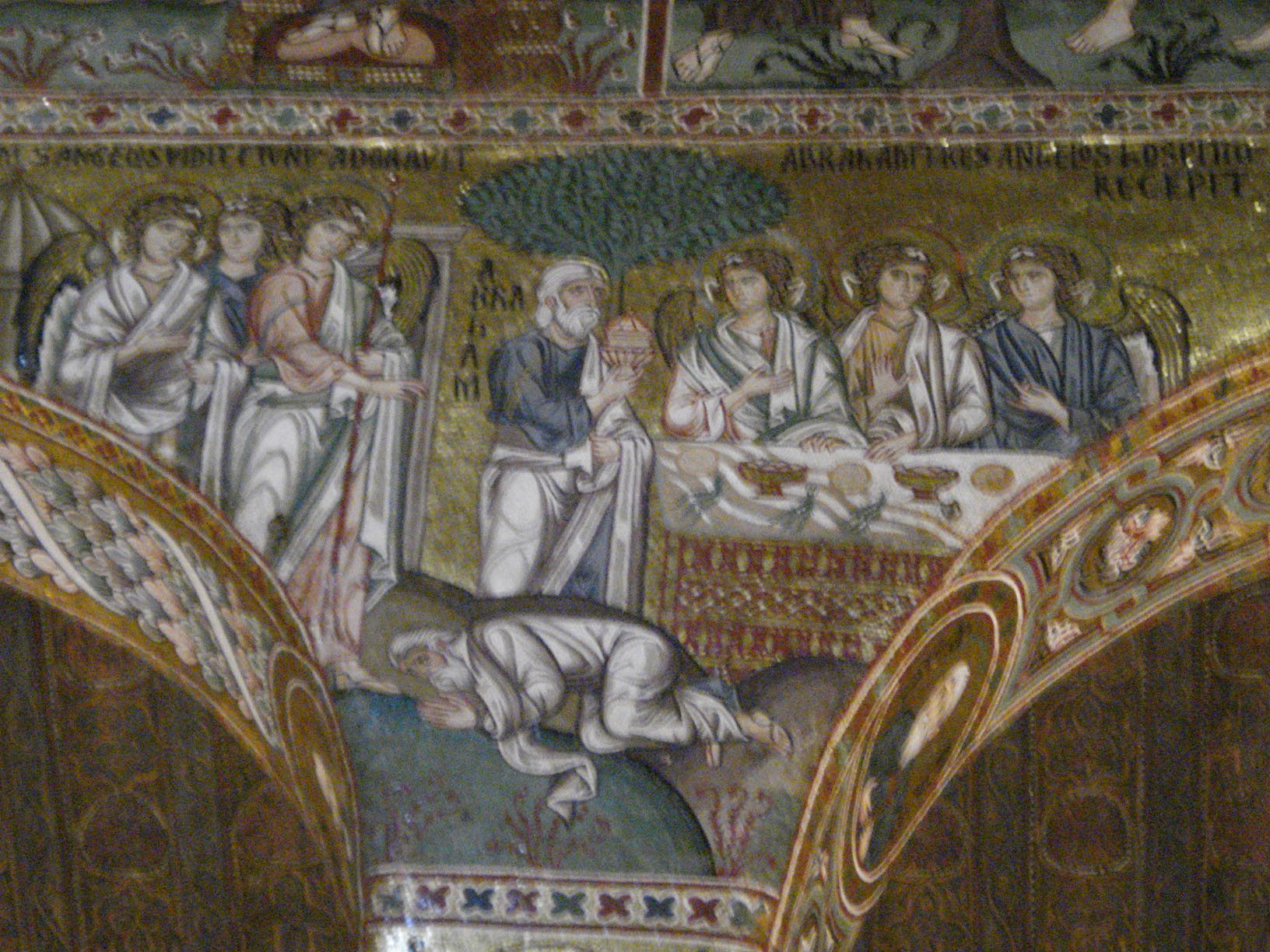
Abramo adora i tre angeli e Abramo ospita i tre angeli.

## Mosaici parete sinistra
| Transetto, Abside   | Monofore                                        | Navata                                 | Pennacchi                             | Parete settentrionale       |
| ------------------- | ----------------------------------------------- | -------------------------------------- | ------------------------------------- | --------------------------- |
|                     | Il peccato di Adamo                             | Navata: «Ciclo dell'Antico Testamento» | Dio comanda ad Abramo il sacrificio   | Pietro guarisce lo zoppo    |
|                     | Il peccato originale                            | Navata: «Ciclo dell'Antico Testamento» | Il sacrificio di Isacco               | Pietro risana il paralitico |
|                     | La cacciata da Paradiso Terrestre               | Navata: «Ciclo dell'Antico Testamento» | Rebecca al pozzo disseta i cammelli   | Pietro risuscita Tabita     |
|                     | Adamo ed Eva lavorano la terra                  | Navata: «Ciclo dell'Antico Testamento» | Rebecca è condotta in sposa ad Abramo |                             |
|                     | Le offerte di Abele e Caino                     | Navata: «Ciclo dell'Antico Testamento» | Giacobbe è benedetto dal padre        | Incontro di Pietro e Paolo  |
|                     | Caino uccide Abele                              | Navata: «Ciclo dell'Antico Testamento» | La scala del sogno di Giacobbe        |                             |
|                     | Lamech racconta alle mogli l'uccisione di Caino | Navata: «Ciclo dell'Antico Testamento» | La lotta fra Giacobbe e l'angelo      | La disputa con Simon Mago   |
|                     | Rapimento di Enoch                              | Navata: «Ciclo dell'Antico Testamento» | Sbarco degli Animali nell'Arca        |                             |
|                     | Noè coi suoi tre figli e la moglie              | Navata: «Ciclo dell'Antico Testamento» | Costruzione dell'Arca                 | La caduta di Simon Mago     |
|                     | Arcangelo Michele                               | Arco trionfale                         |                                       |                             |
| Patriarca           |                                                 | Transetto                              | Le prediche di Giovanni Battista      | San Gregorio di Nissa       |
| Patriarca           |                                                 | Transetto                              |                                       | San Gregorio Nazianzeno     |
| Vergine fra angeli  |                                                 | Transetto                              | Primitiva finestra reale              | San Basilio Magno           |
| Patriarca           |                                                 | Transetto                              |                                       | San Giovanni Crisostomo     |
| Giacobbe            |                                                 | Transetto                              | Scena con Animali                     | San Nicola di Mira          |
|                     | Angelo Annunciante                              | Arco absidale                          |                                       |                             |
| Arcangelo Michele   | San Gregorio Magno                              |                                        |                                       |                             |
|                     | San Pietro Apostolo, Santa Maria Maddalena      | Abside                                 |                                       |                             |
| Cristo Pantocratore | Maria Vergine in trono                          | Abside                                 |                                       |                             |

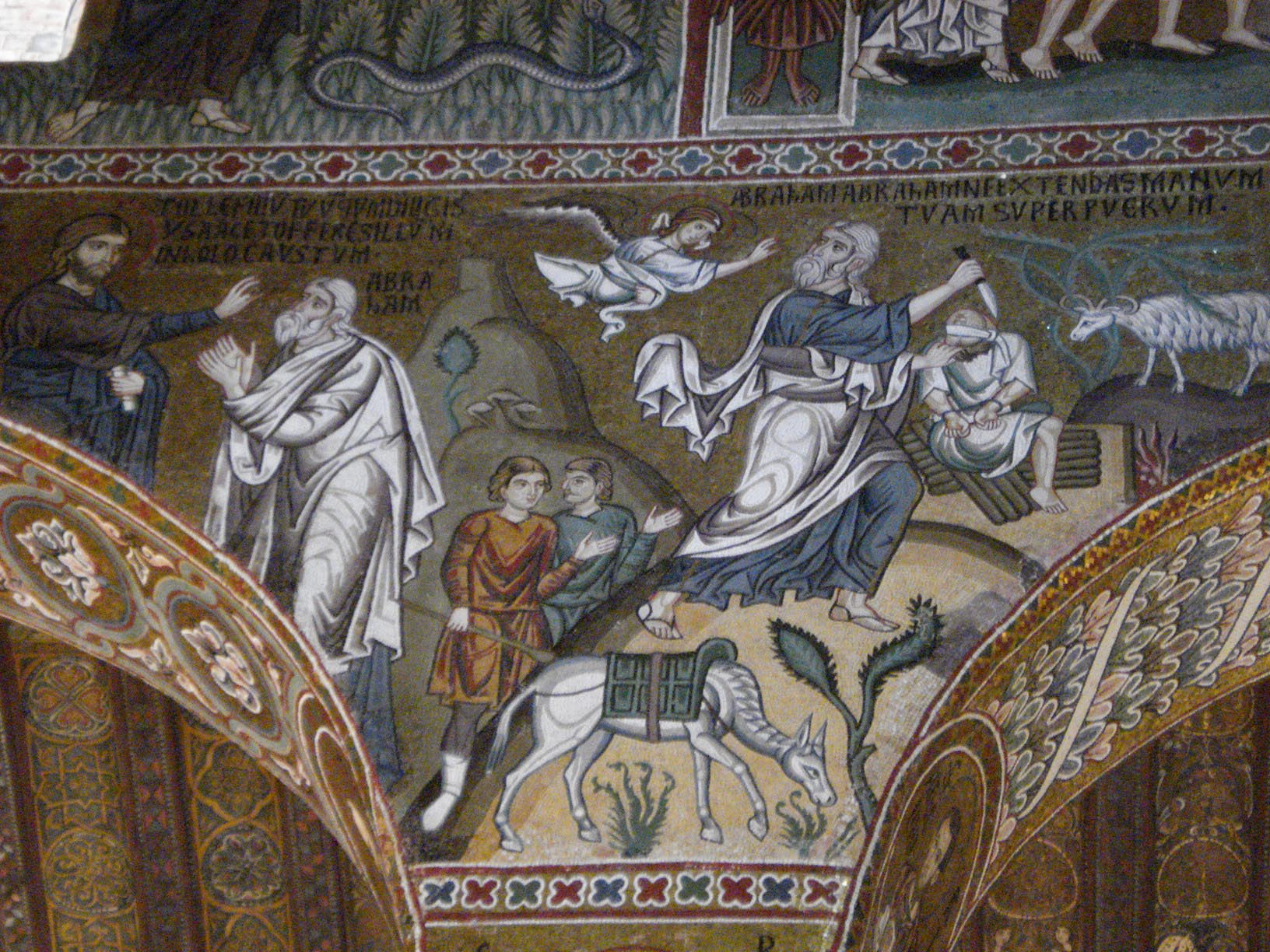
Abramo e il sacrificio.
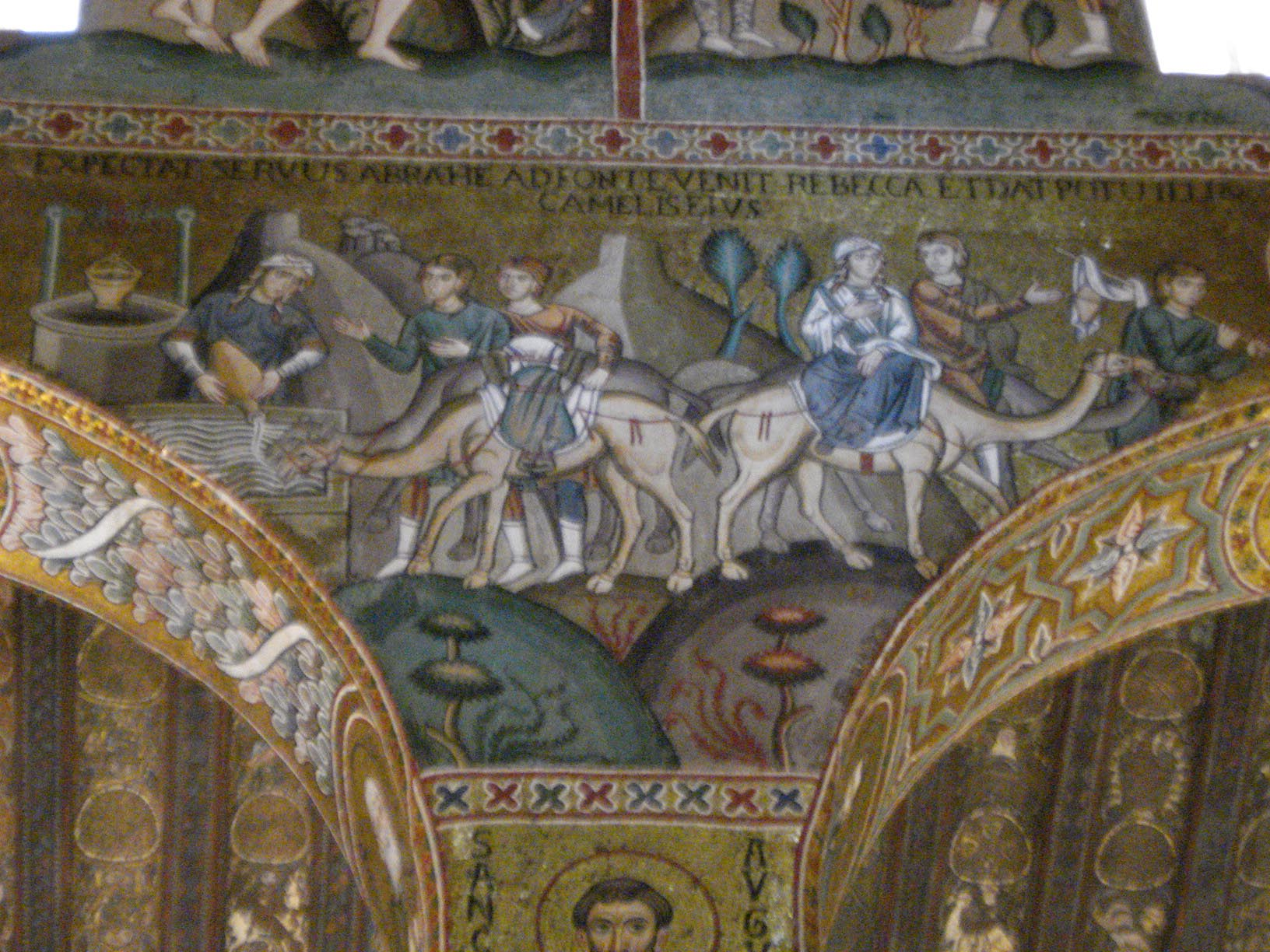
Rebecca al pozzo disseta i cammelli e Rebecca è condotta in sposa ad Abramo.
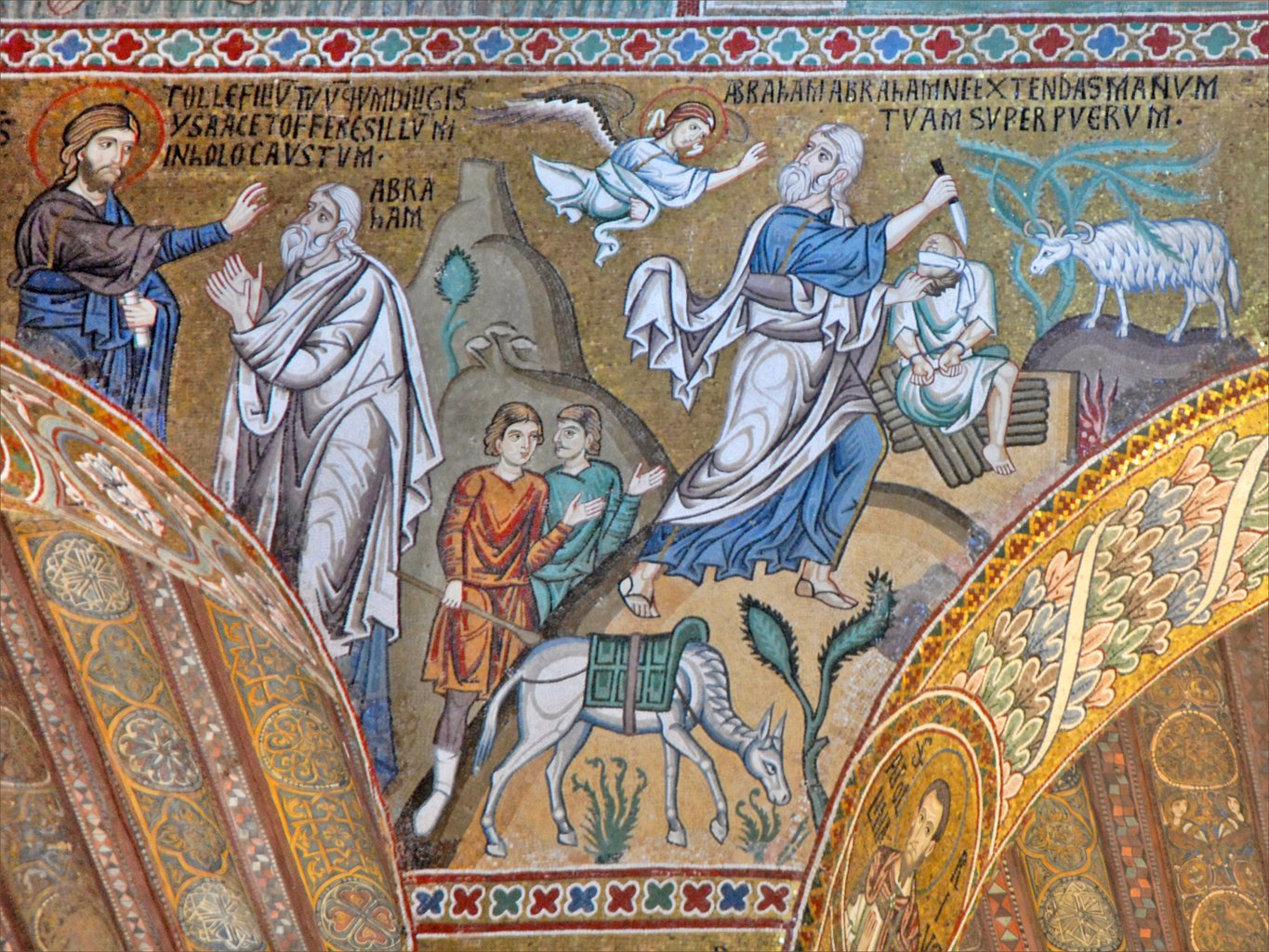
Alleanza tra Dio e Abramo e Il sacrificio d'Isacco.
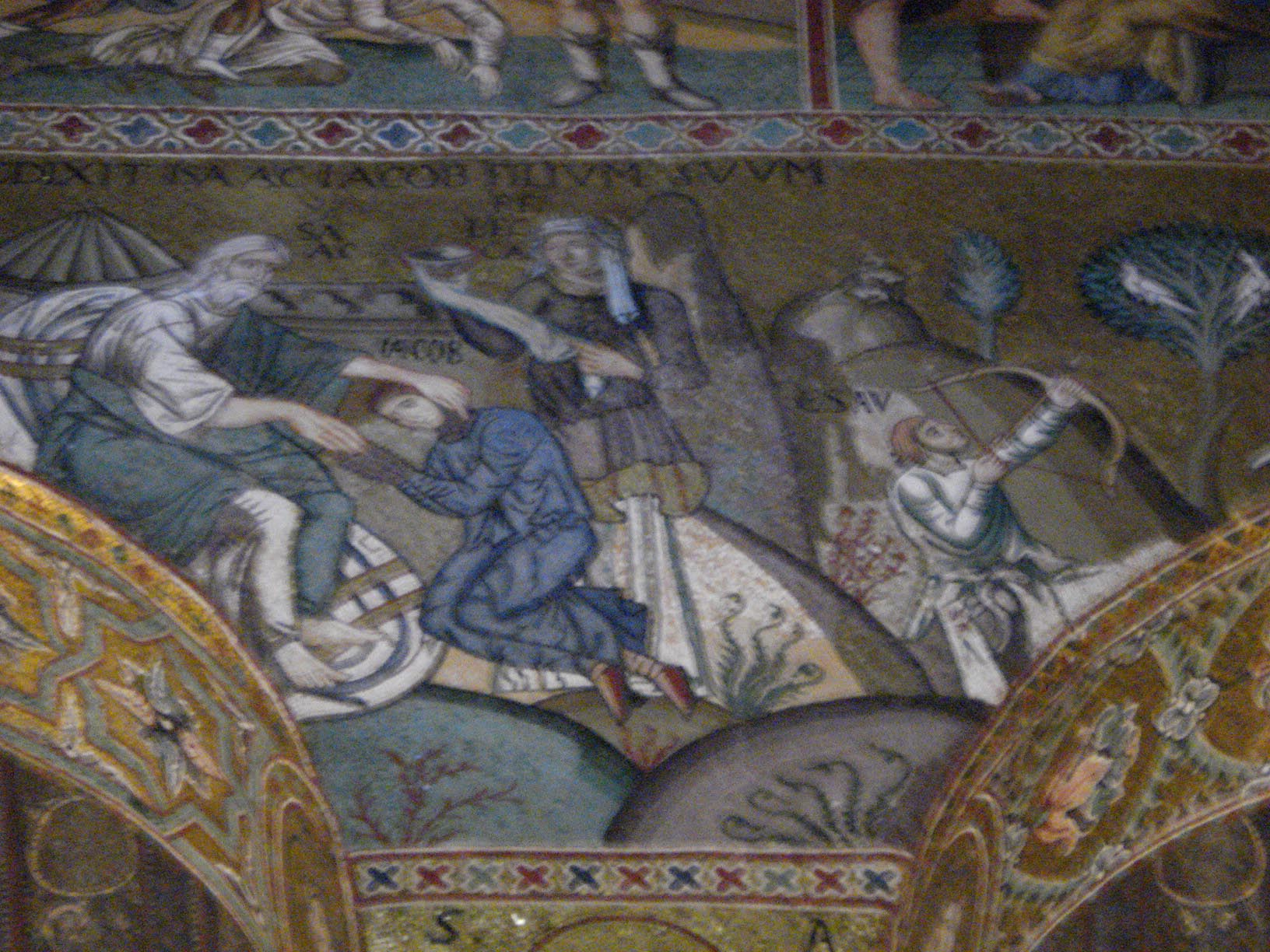
Isacco benedice Giacobbe e Esaù.
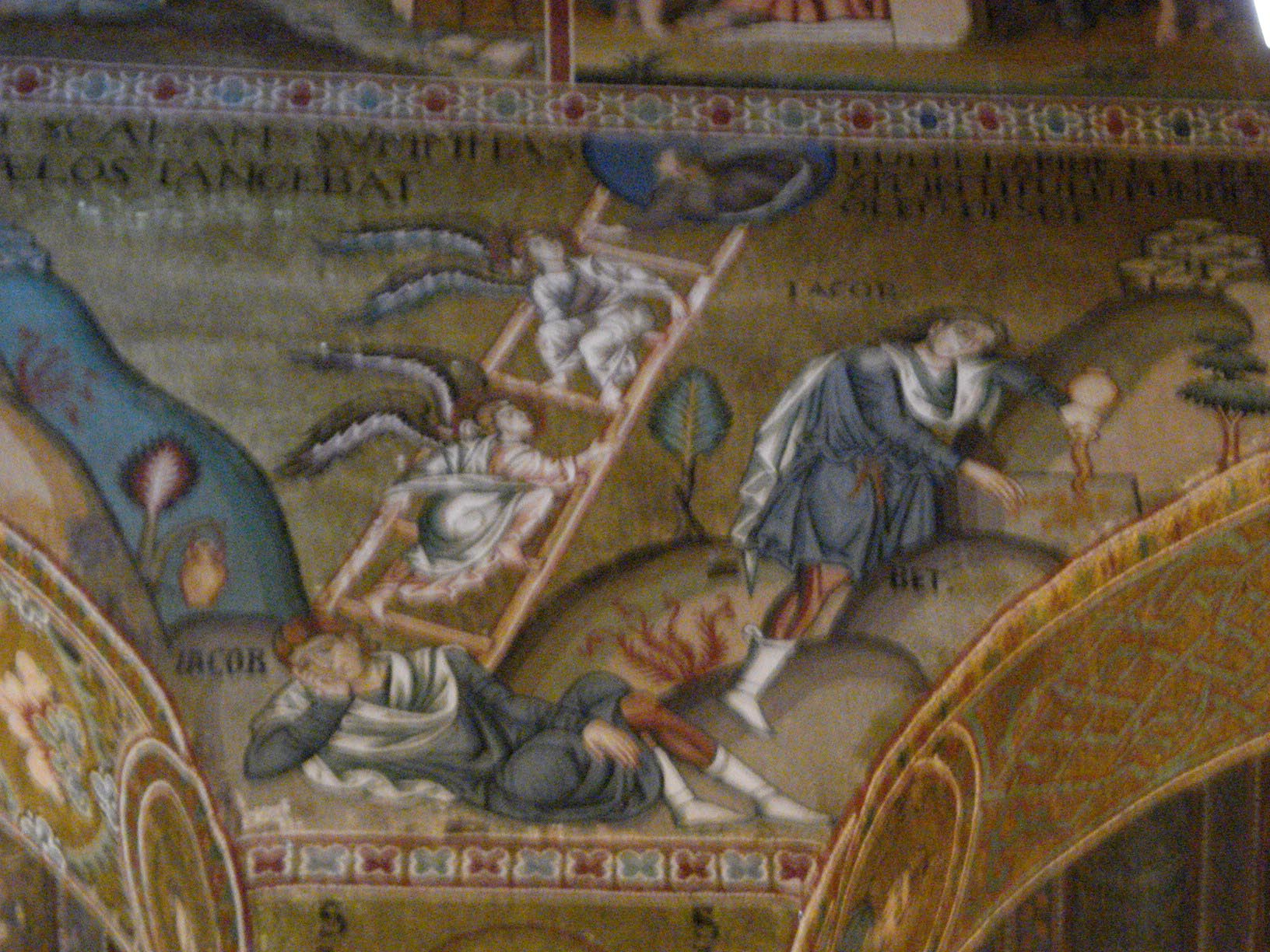
Il sogno di Giacobbe.
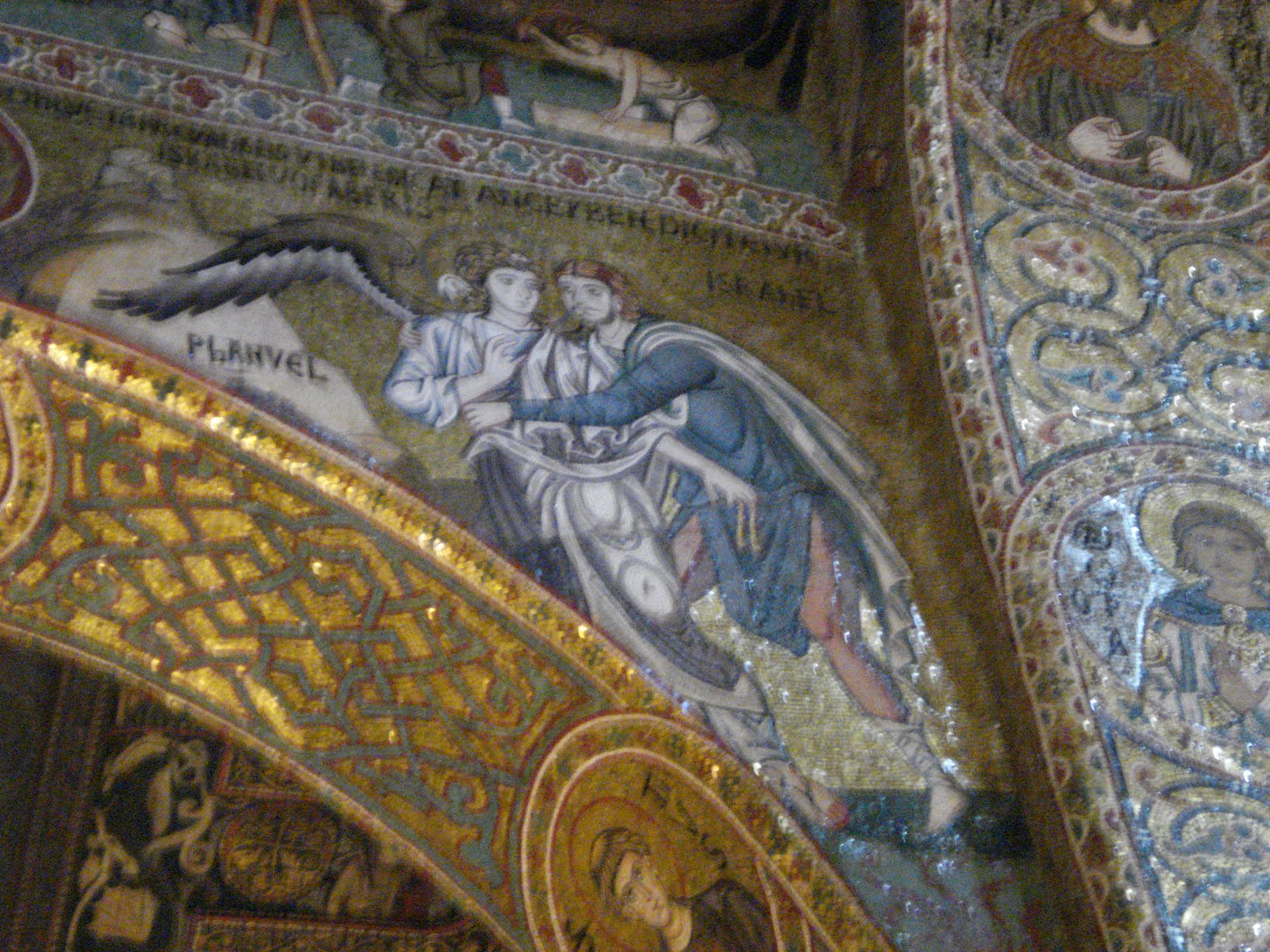
Giacobbe e l'angelo.

## Mosaici absidi
| Livello | Ala sinistra                                                         | Abside lato sinistro                        | Centro                                 | Abside lato destro                           | Ala destra                                                          |
| ------- | -------------------------------------------------------------------- | ------------------------------------------- | -------------------------------------- | -------------------------------------------- | ------------------------------------------------------------------- |
| 1       |                                                                      | San Michele Arcangelo                       | Spirito Santo e Simboli della Passione | San Gabriele Arcangelo                       |                                                                     |
| 2       |                                                                      |                                             | Cristo Pantocratore                    |                                              |                                                                     |
| 3       |                                                                      | San Pietro Apostolo e Santa Maria Maddalena | Vergine in trono                       | San Giovanni Battista e San Giacomo Apostolo |                                                                     |
| 4       | Cappella di San Pietro Apostolo o Cappella del Santissimo Sacramento |                                             |                                        |                                              | Cappella di San Paolo Apostolo o ex Cappella di San Pietro Apostolo |

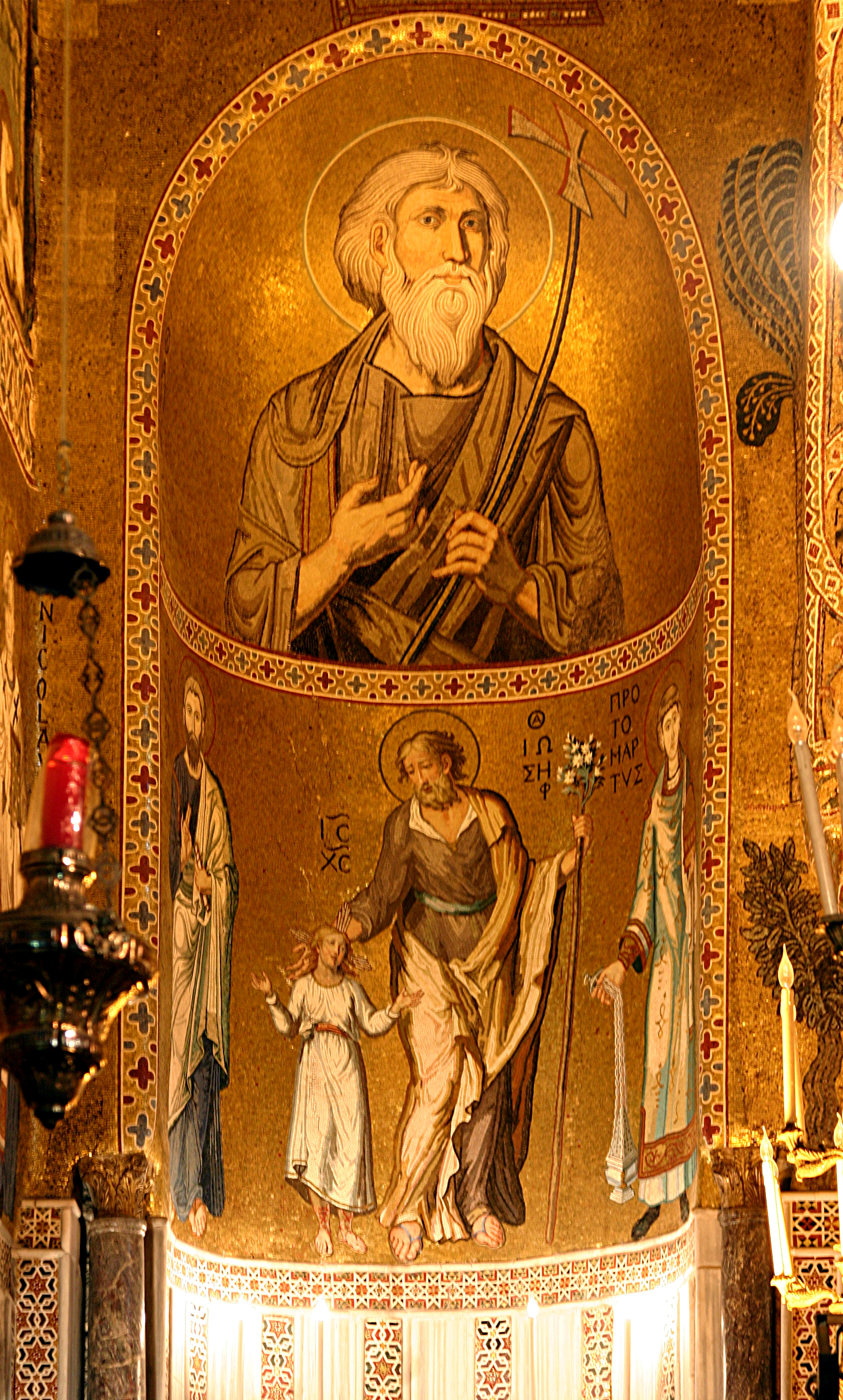
Dettaglio absidiola sinistra
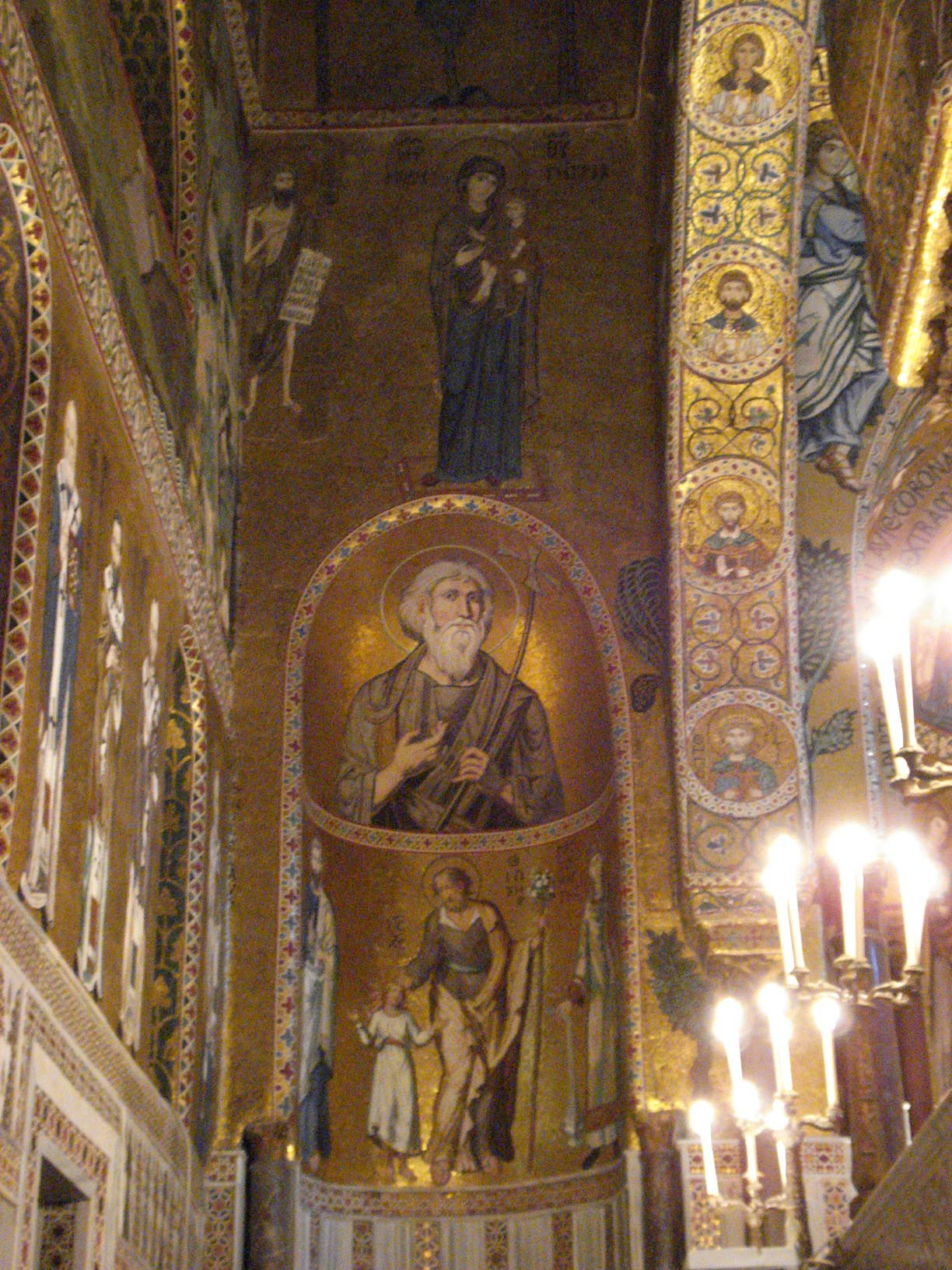
Absidiola di San Pietro
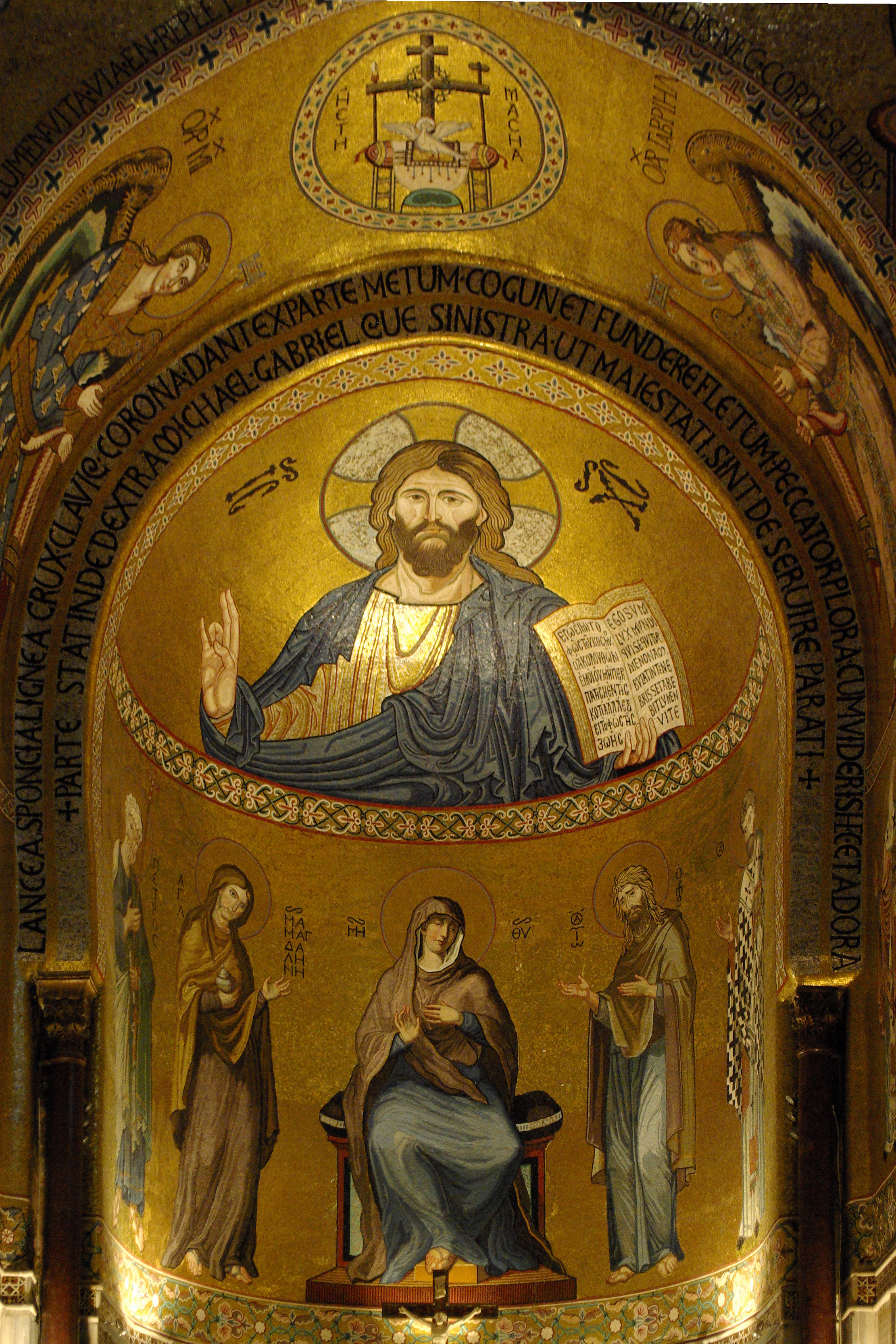
Abside
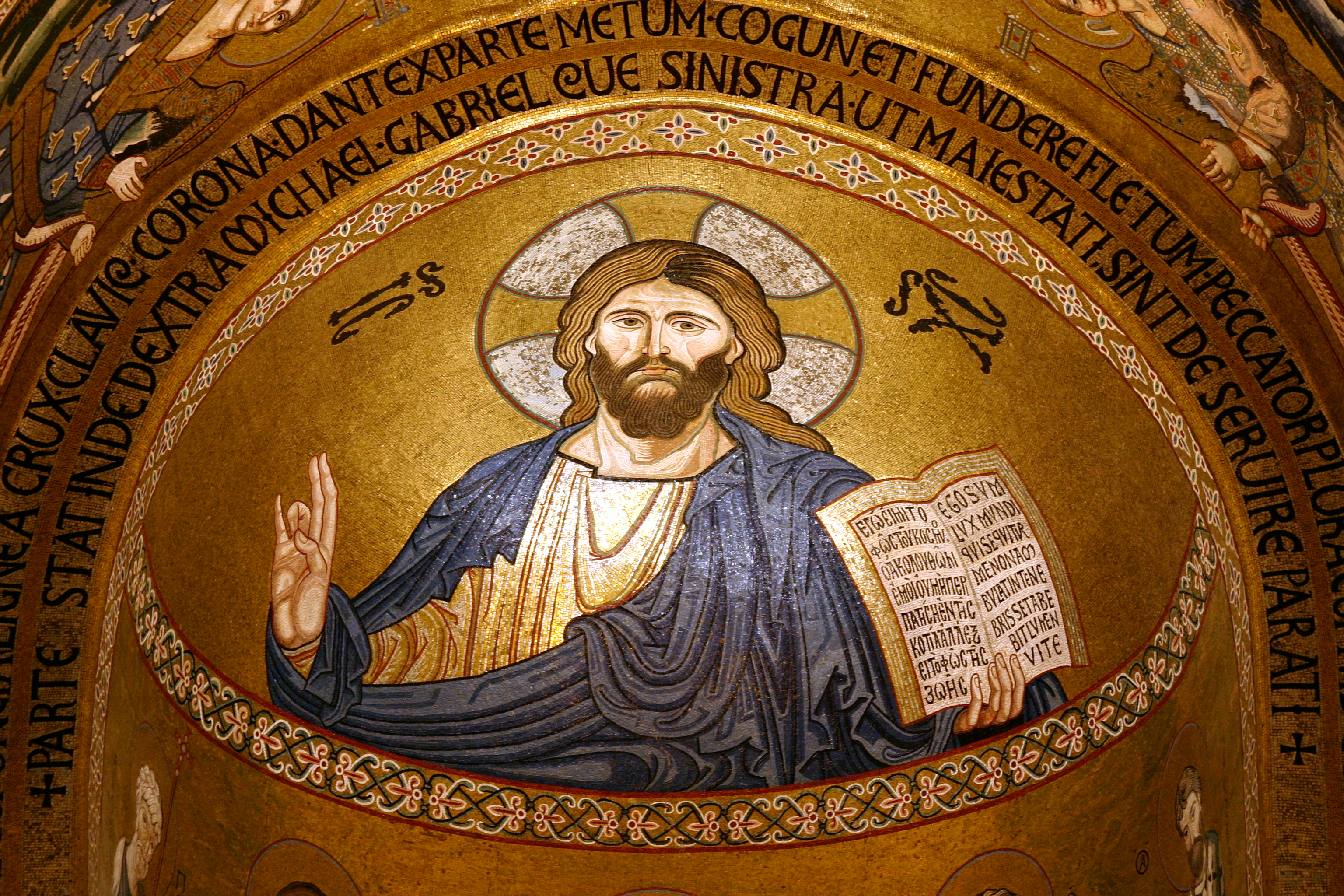
Cristo Pantocratore
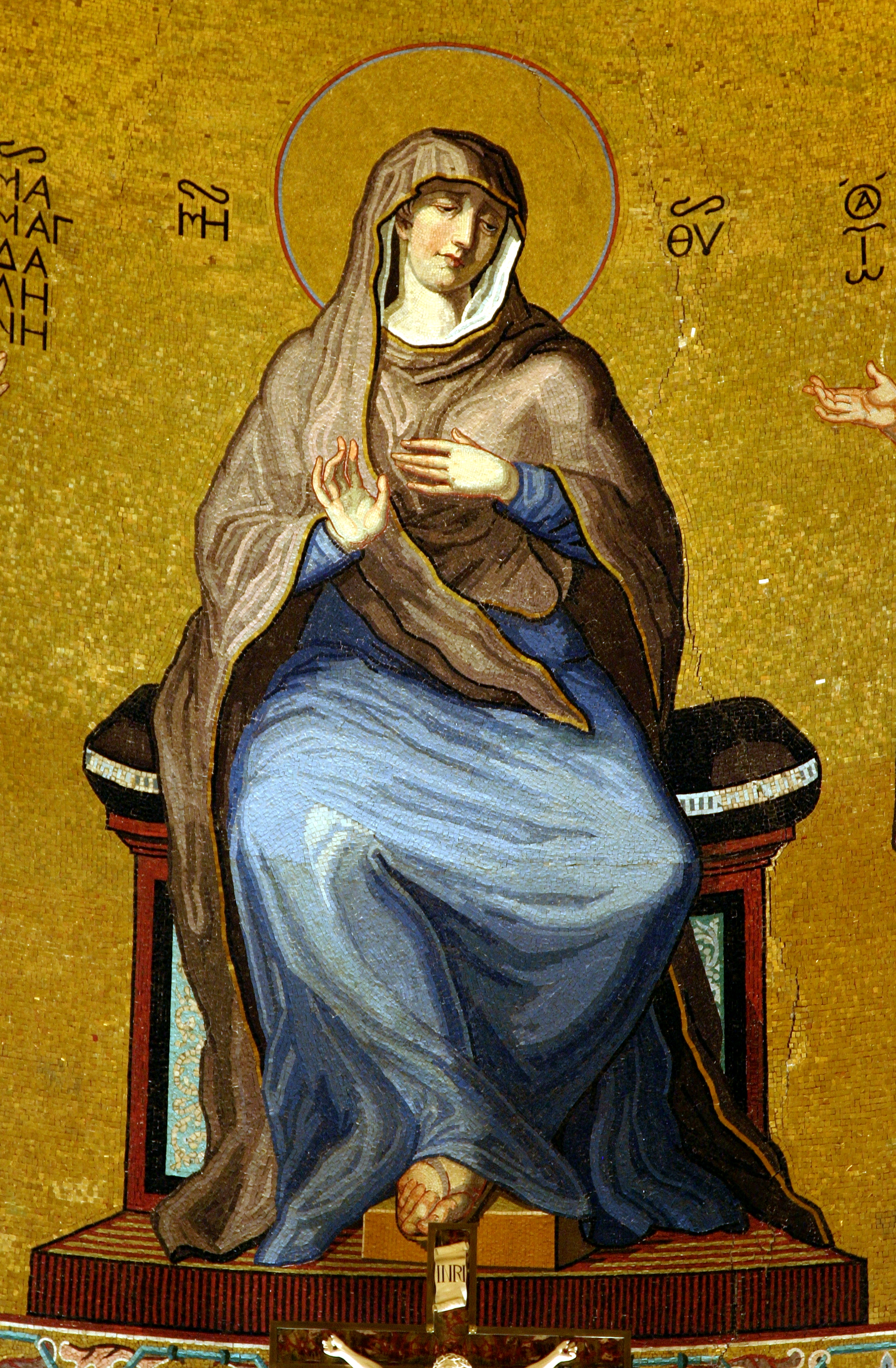
Vergine in Trono
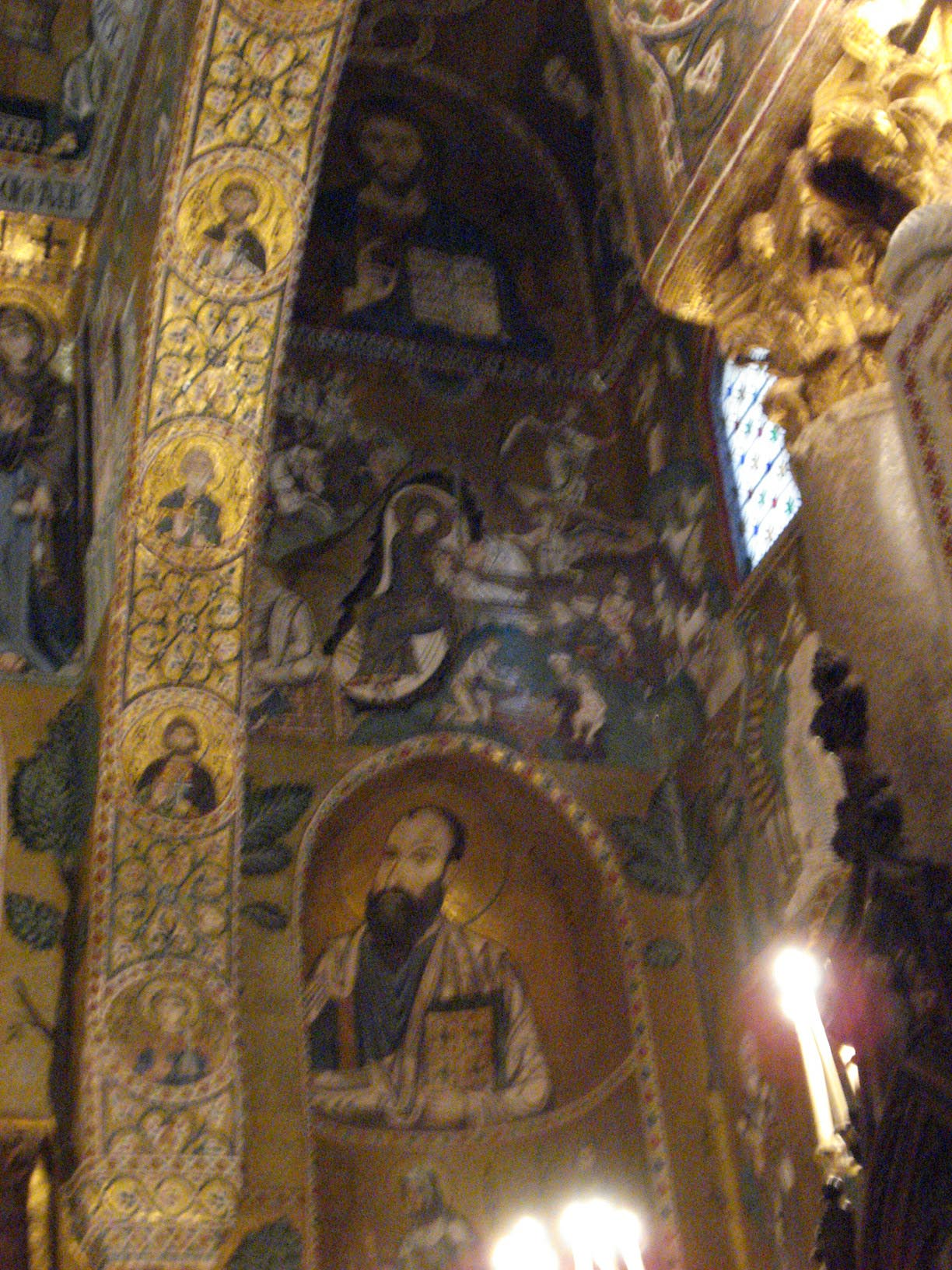
Absidiola di San Paolo
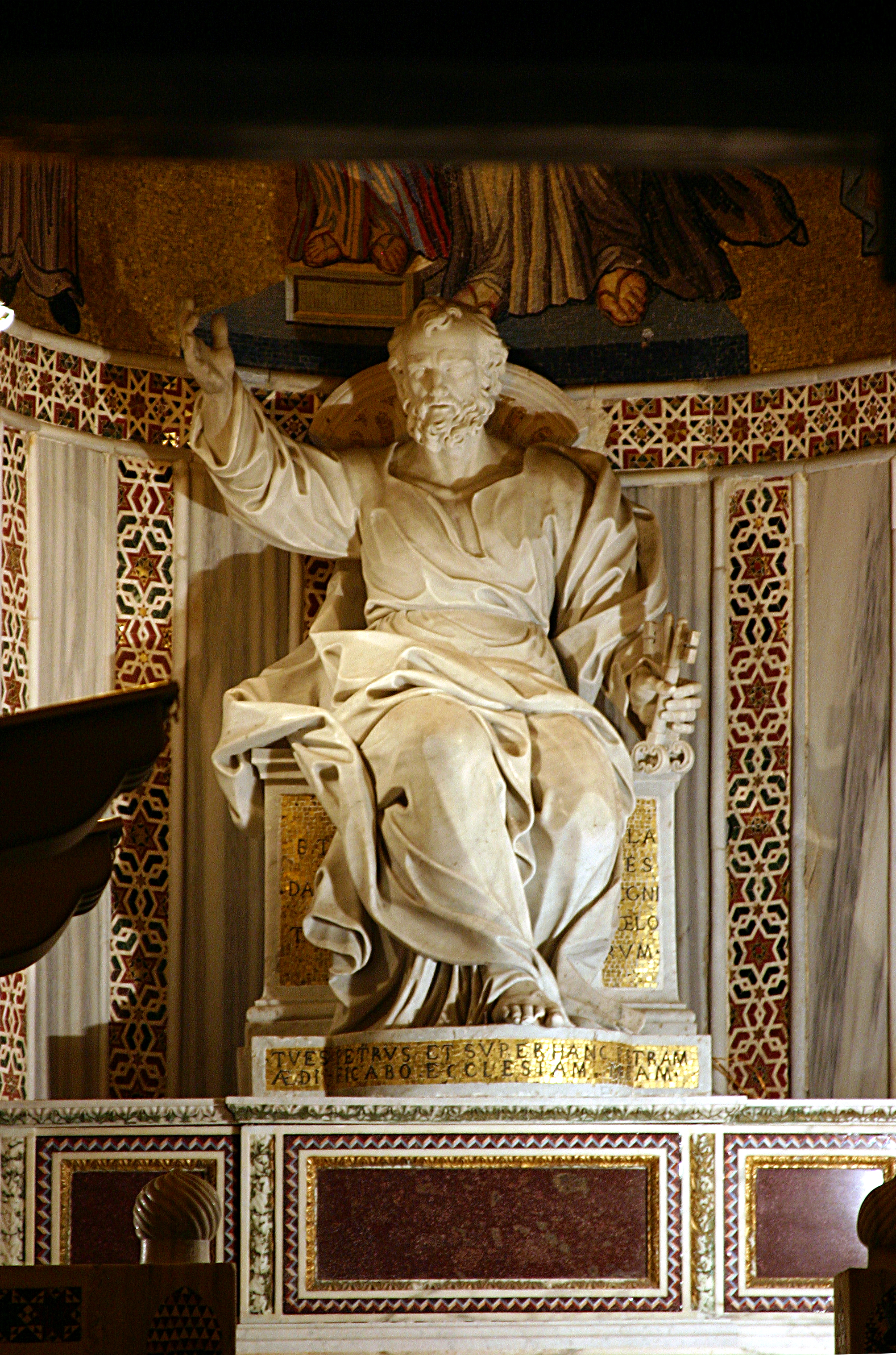
Dettaglio absidiola destra

## Cappella di San Paolo Apostolo
{Sezione in aggiornamento}

### Ciclo di San Paolo
{Sezione in aggiornamento}
|   | Iscrizione latina                            | Immagine                                  |
| - | -------------------------------------------- | ----------------------------------------- |
| 1 |                                              | Saulo perseguita i cristiani              |
| 2 |                                              | Conversione di Saulo sulla via di Damasco |
| 3 | PRÆCEPTO CHRISTI BAPTIZATUR PAULUS AB ANANIA | Anania battezza Saulo                     |
| 4 |                                              | Paolo predica nelle sinagoghe di Damasco  |
| 5 |                                              | La fuga di Paolo da Damasco               |

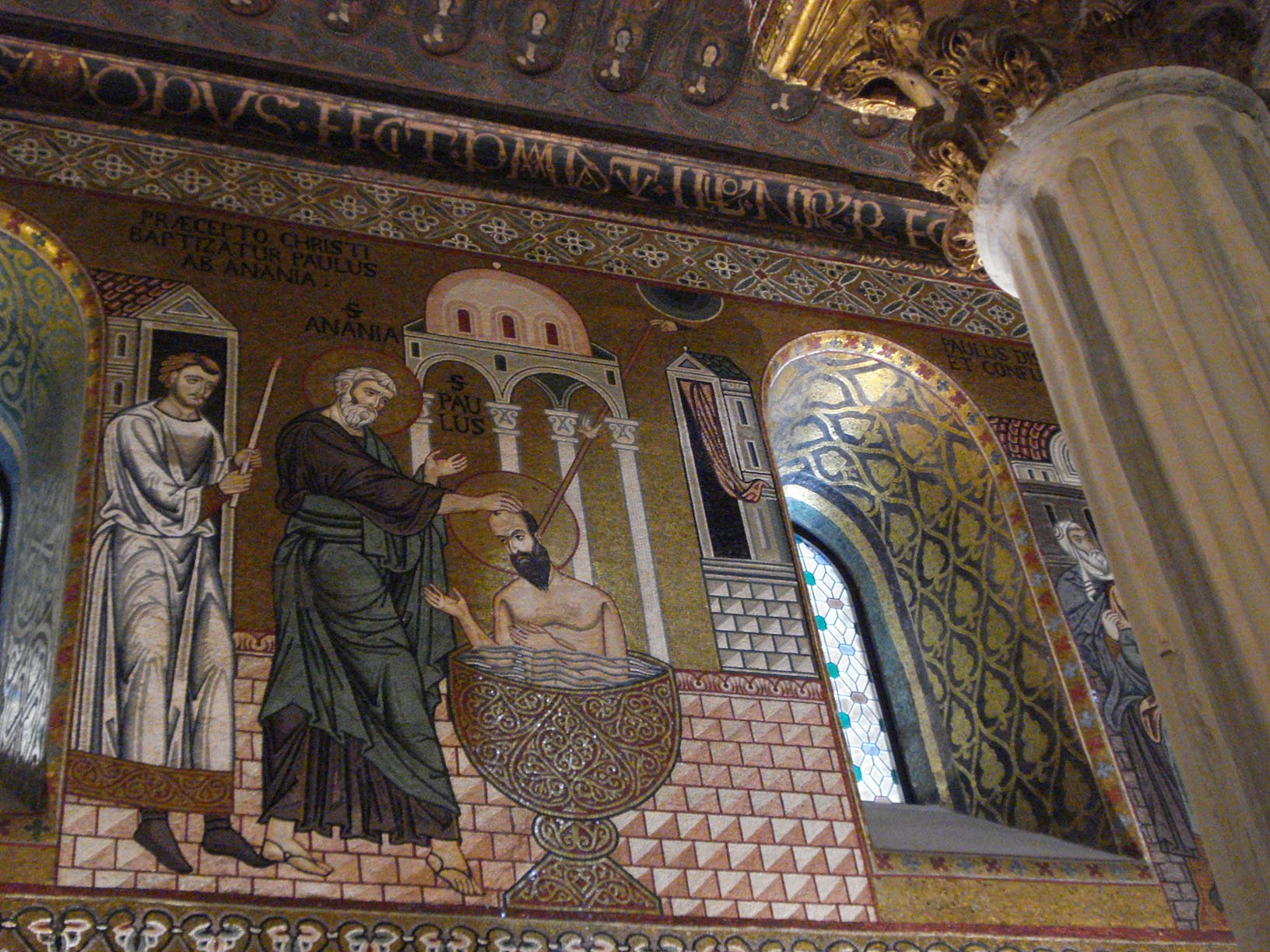
Il battesimo di Paolo.
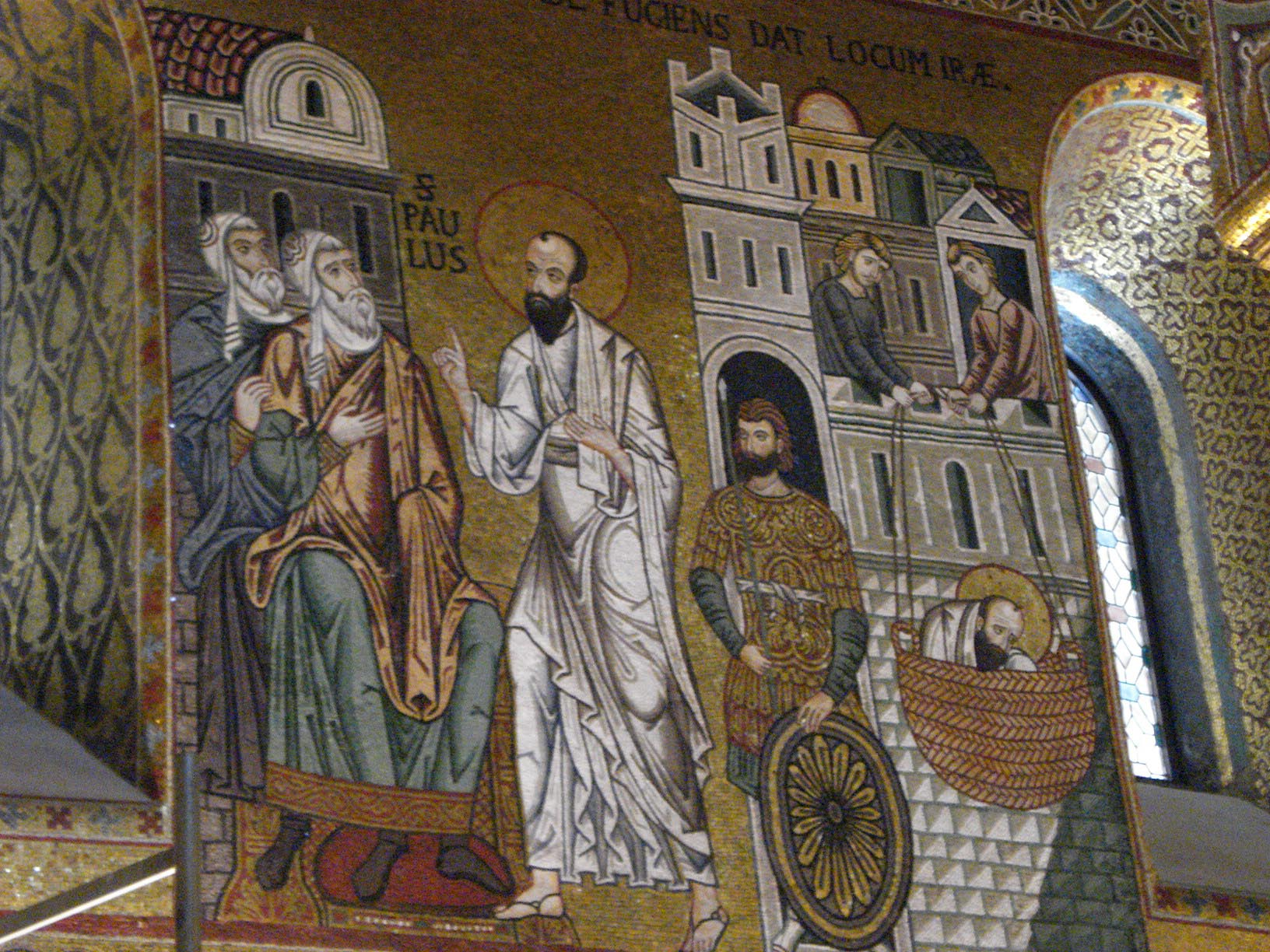
Paolo a Damasco e La fuga di Paolo.

## Cappella di San Pietro Apostolo
Cappella di San Pietro Apostolo già documentata come Cappella del Santissimo Sacramento.

{Sezione in aggiornamento}

### Ciclo di San Pietro
{Sezione in aggiornamento}
|   | Iscrizione latina                                                 | Immagine                                    |
| - | ----------------------------------------------------------------- | ------------------------------------------- |
| 1 |                                                                   | Pietro nelle carceri                        |
| 2 | PRÆCIPIT ANGELUS PETRO UT CITO SURGAT & VELOCITER E CARCERE EXEAT | L'angelo libera Pietro                      |
| 3 |                                                                   | La guarigione dinanzi ai Tempio             |
| 4 |                                                                   | Guarigione di Enea paralitico               |
| 5 |                                                                   | La risurrezione di Tabita                   |
| 6 |                                                                   | L'incontro con San Paolo alle porte di Roma |
| 7 |                                                                   | La disputa con Simon Mago                   |
| 8 |                                                                   | La caduta di Simon Mago                     |

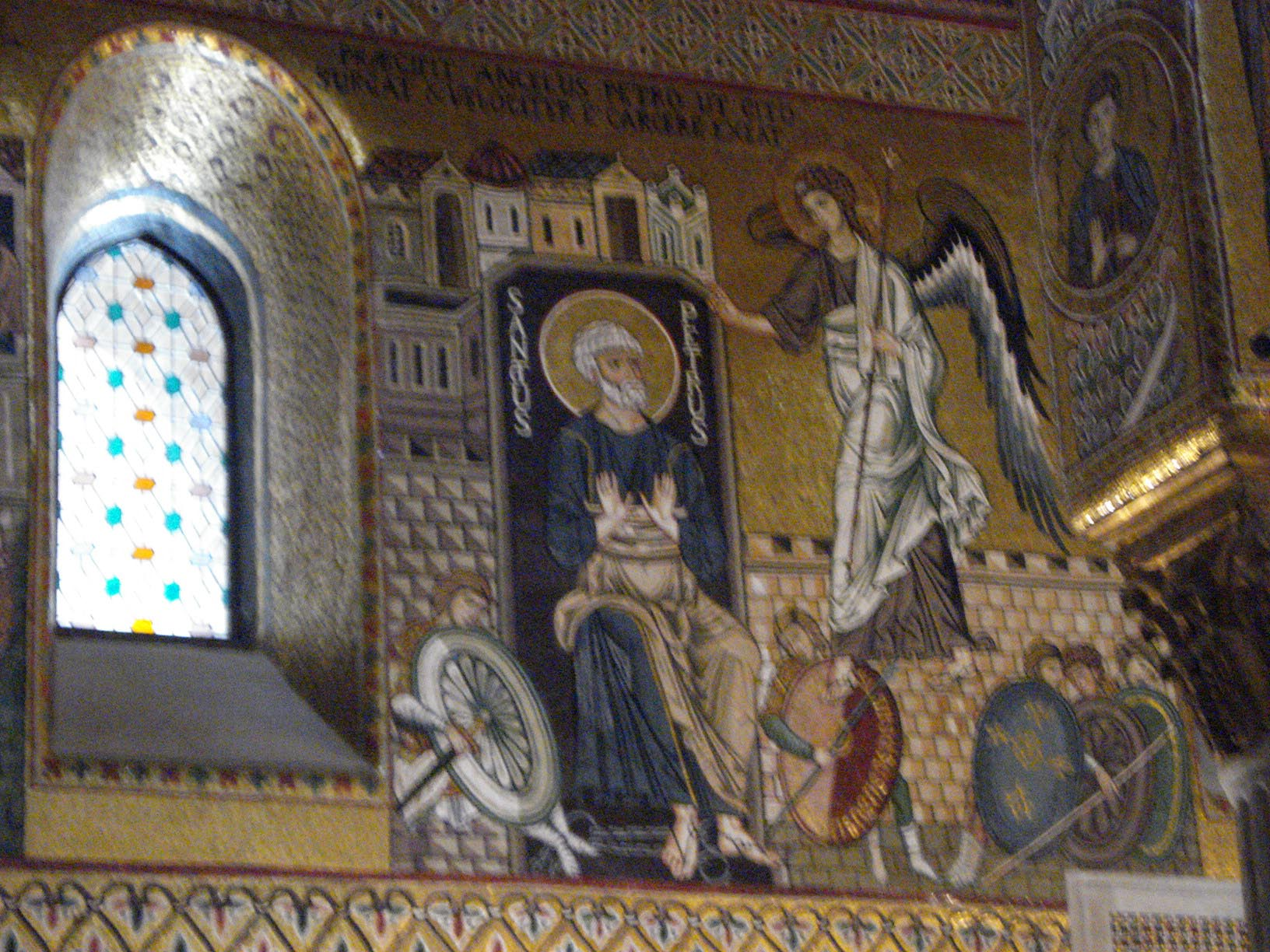
L'angelo libera Pietro
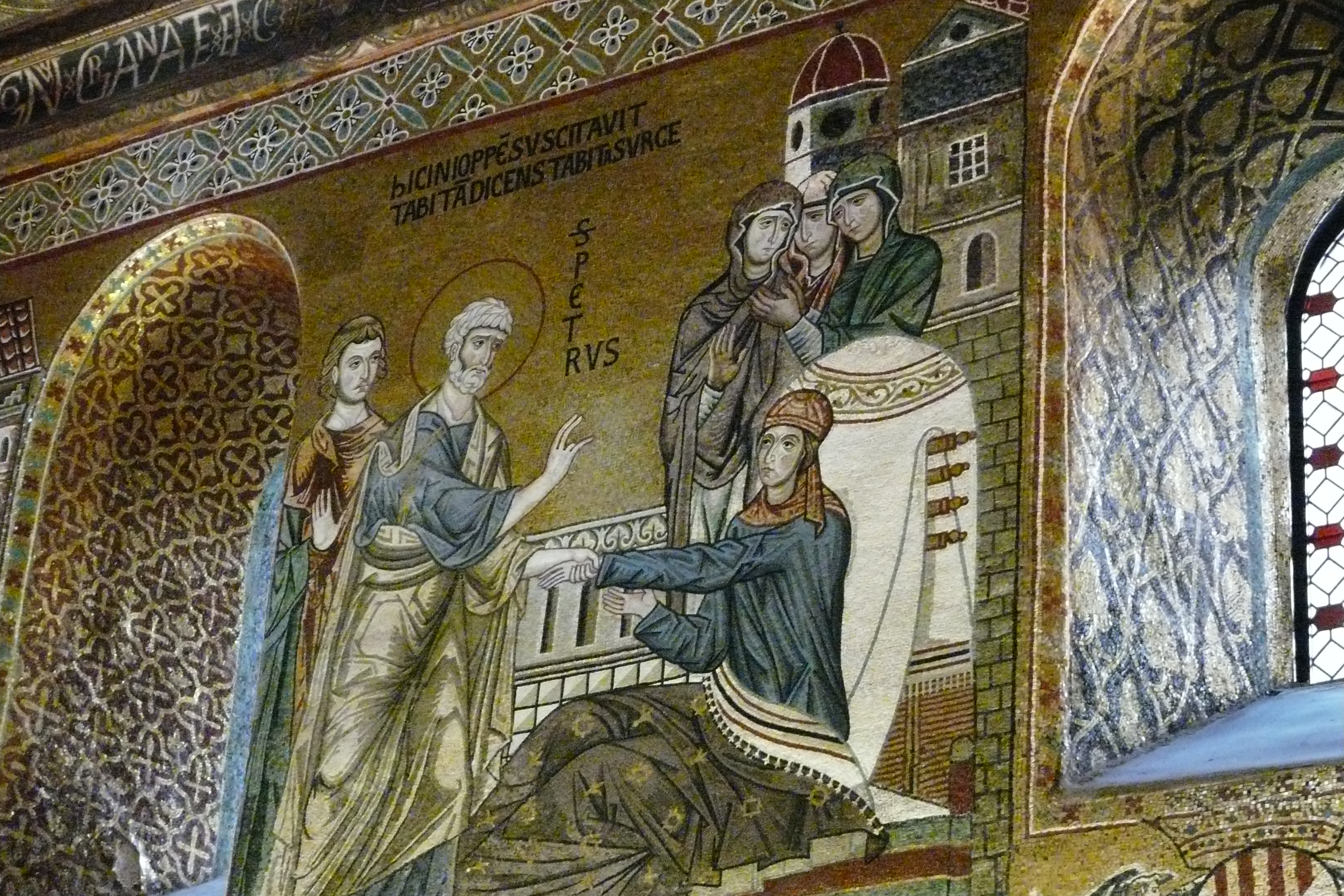
La risurrezione di Tabita
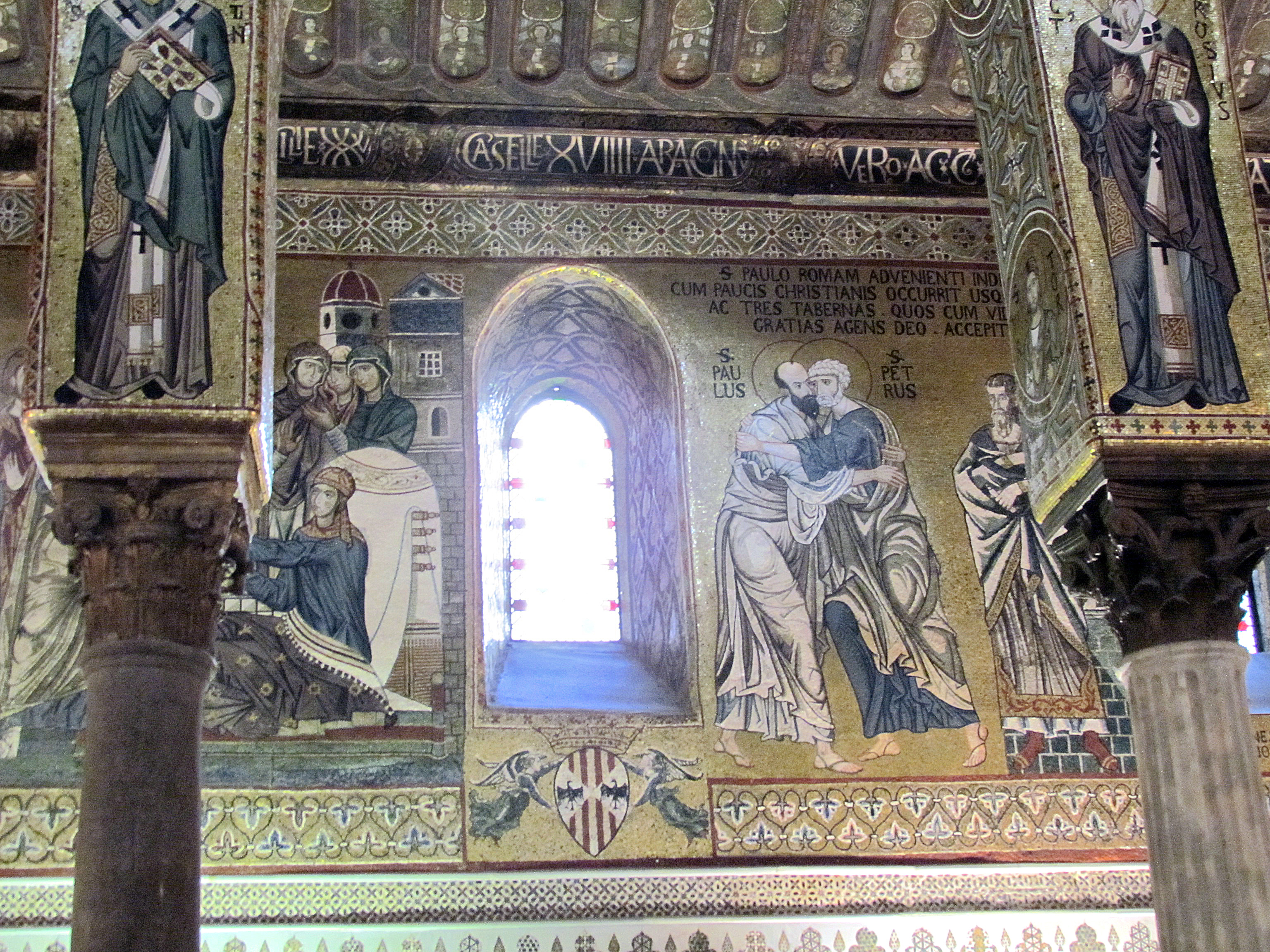
La risurrezione di Tabita e L'incontro a Roma
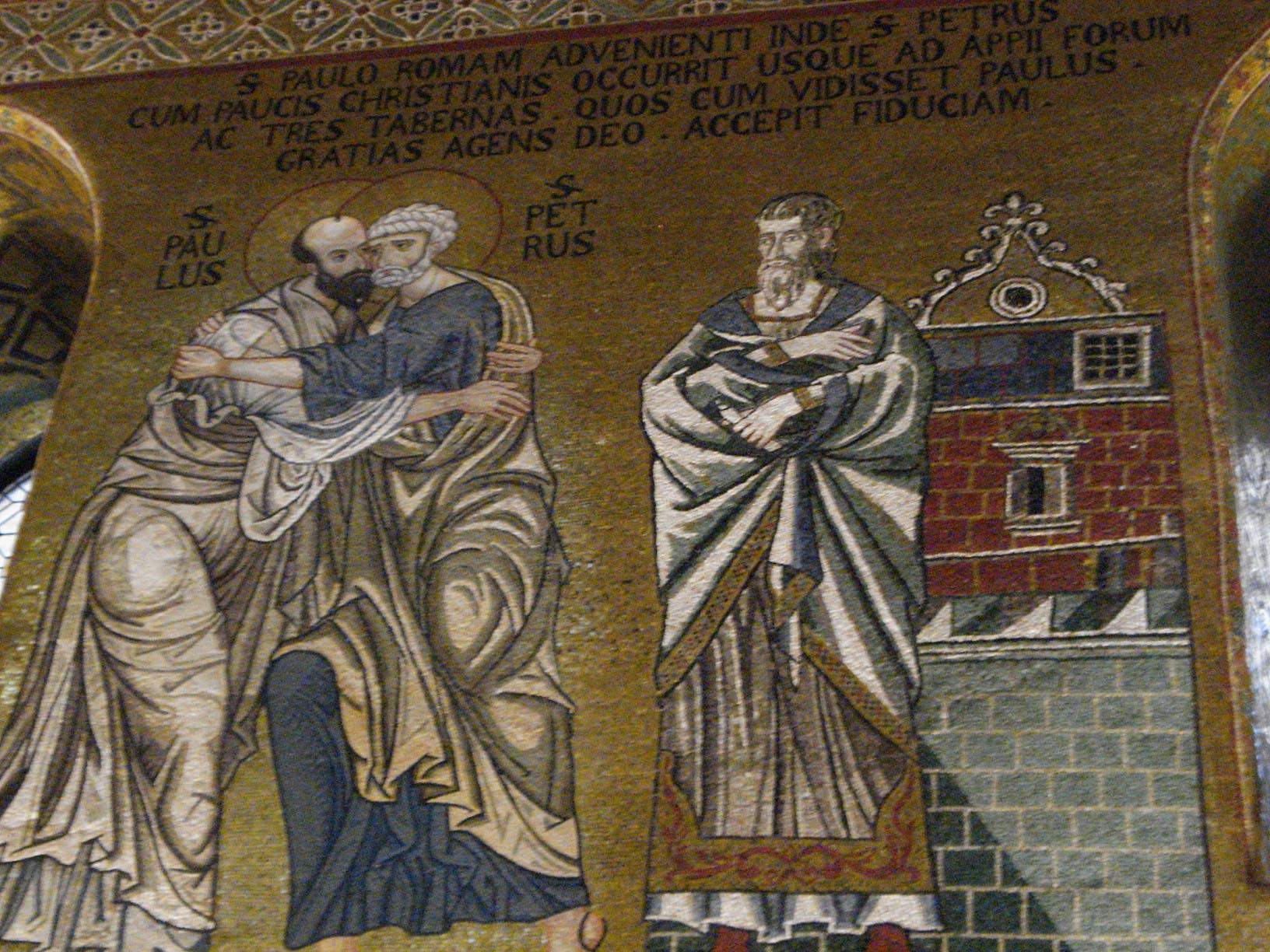
L'incontro tra Pietro e Paolo a Roma
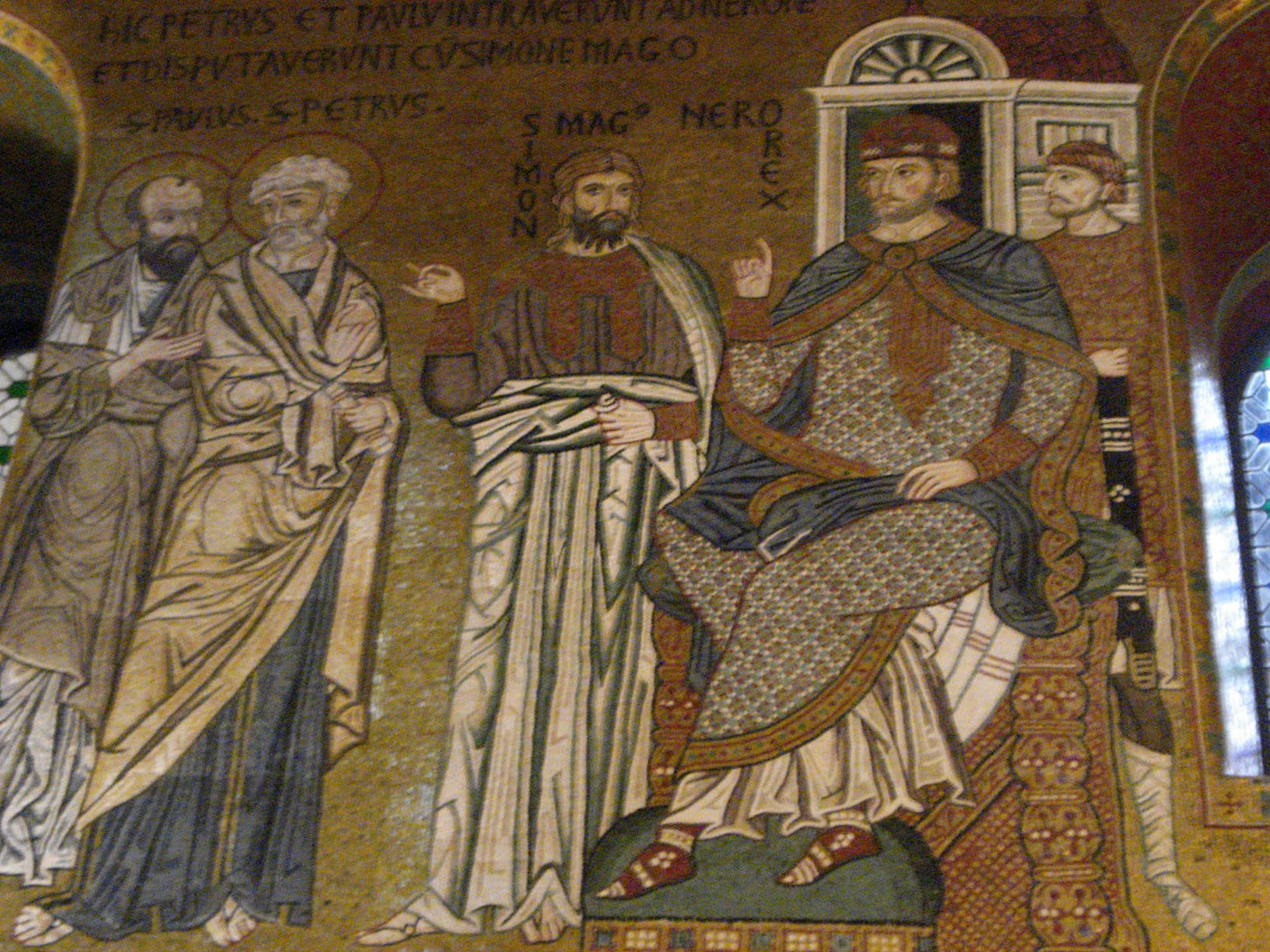
La disputa con Simon Mago
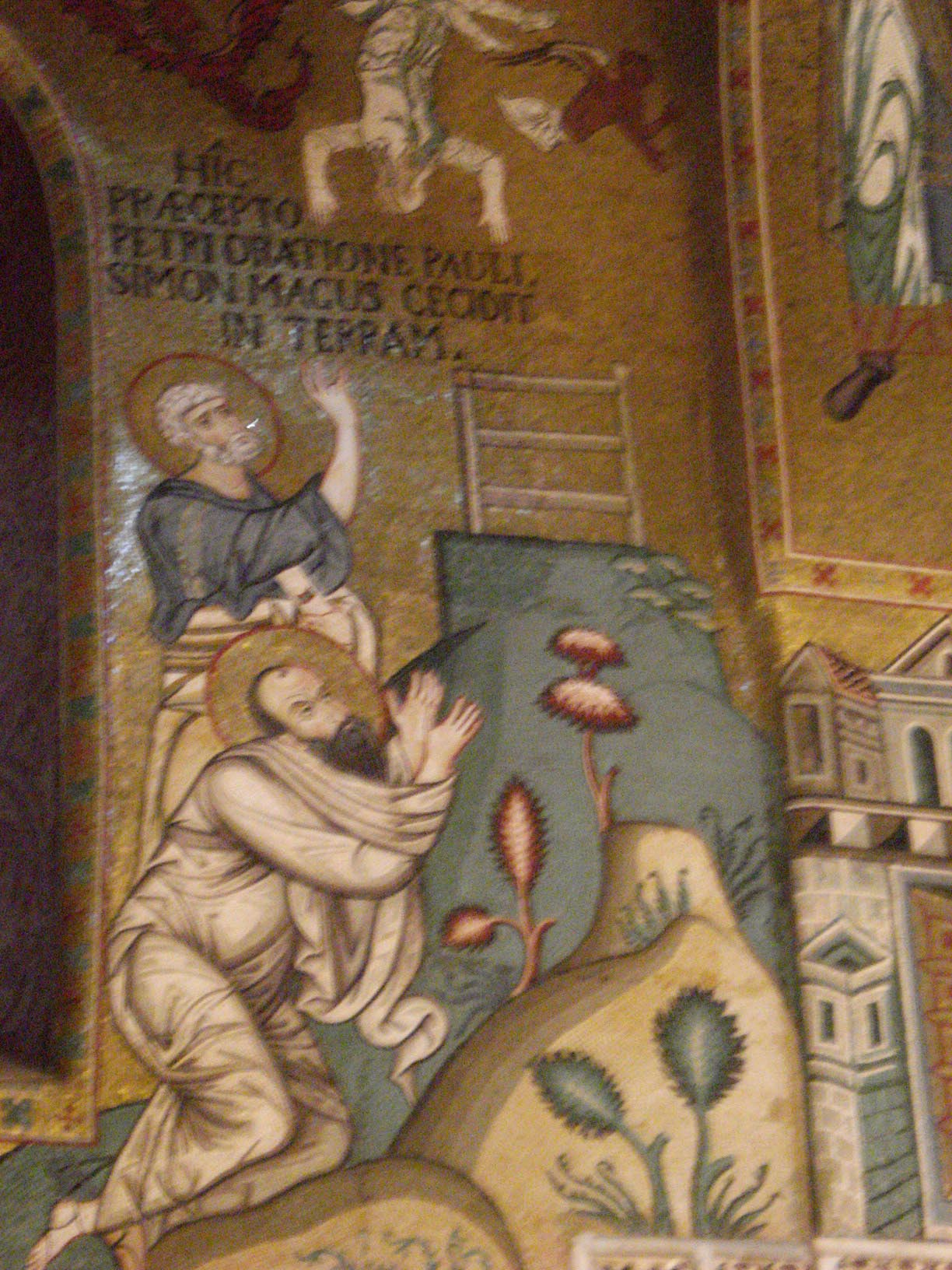
La caduta di Simon Mago

## Transetto
{Sezione in aggiornamento}

### Crociera
Nel tamburo sono raffigurati quattro profeti: Giovanni Battista, Salomone, Zaccaria e Davide. Appena sopra fanno capolino le teste di altri otto profeti Isaia, Geremia, Ezechiele, Giona, Daniele, Mosè, Elia ed Eliseo, che recano pergamene con citazioni greche, indicanti la venuta di Cristo. Nelle nicchie d'angolo con doppia strombatura sono raffigurati i quattro evangelisti, Giovanni, Luca, Marco, Matteo, nei cartigli gli incipit in latino dei rispettivi Vangeli.

### Cupola
Cristo Pantocratore è posto al centro del cerchio circondato dai otto arcangeli Michele, Gabriele, Uriele, Raffaele, Barachiel, Jeudiel, Sealtiel, ?, a loro volta abbigliati in abiti regali, con lo scettro nella mano destra, simbolo di potenza, molti di essi recano il globo crucigero nella sinistra, in atteggiamento orante in atto di riverenza.

## Cicli
{Sezione in aggiornamento}

### Vecchio Testamento
Illustrazione degli episodi tratti dal Vecchio Testamento riguardanti il ciclo della Creazione, ciclo del Paradiso Terrestre, ciclo dei Progenitori, ciclo di Noè, ciclo di Abramo, ciclo di Giacobbe, mediante 34 scene principali e dettagli minori riprodotte in senso orario sull'ordine delle monofore di entrambi i lati, a partire dalla quinta campata sovrastante il pulpito sulla navata destra, per proseguire sui pennacchi del livello inferiore.

#### Ciclo della Creazione
|    | Iscrizione latina | Immagine                            |
| -- | ----------------- | ----------------------------------- |
| 1  |                   | Creazione del cielo il primo giorno |
| 2  |                   | Creazione della terra               |
| 3  |                   | Creazione della luce                |
| 4  |                   | Creazione del firmamento            |
| 5  |                   | Divisione delle acque               |
| 6  |                   | Creazione della terraferma          |
| 7  |                   | Creazione delle piante              |
| 8  |                   | Creazione delle stelle              |
| 9  |                   | Creazione di pesci e uccelli        |
| 10 |                   | Creazione degli animali terrestri   |
| 11 |                   | Creazione dell'uomo                 |
| 12 |                   | Dio riposa il settimo giorno        |

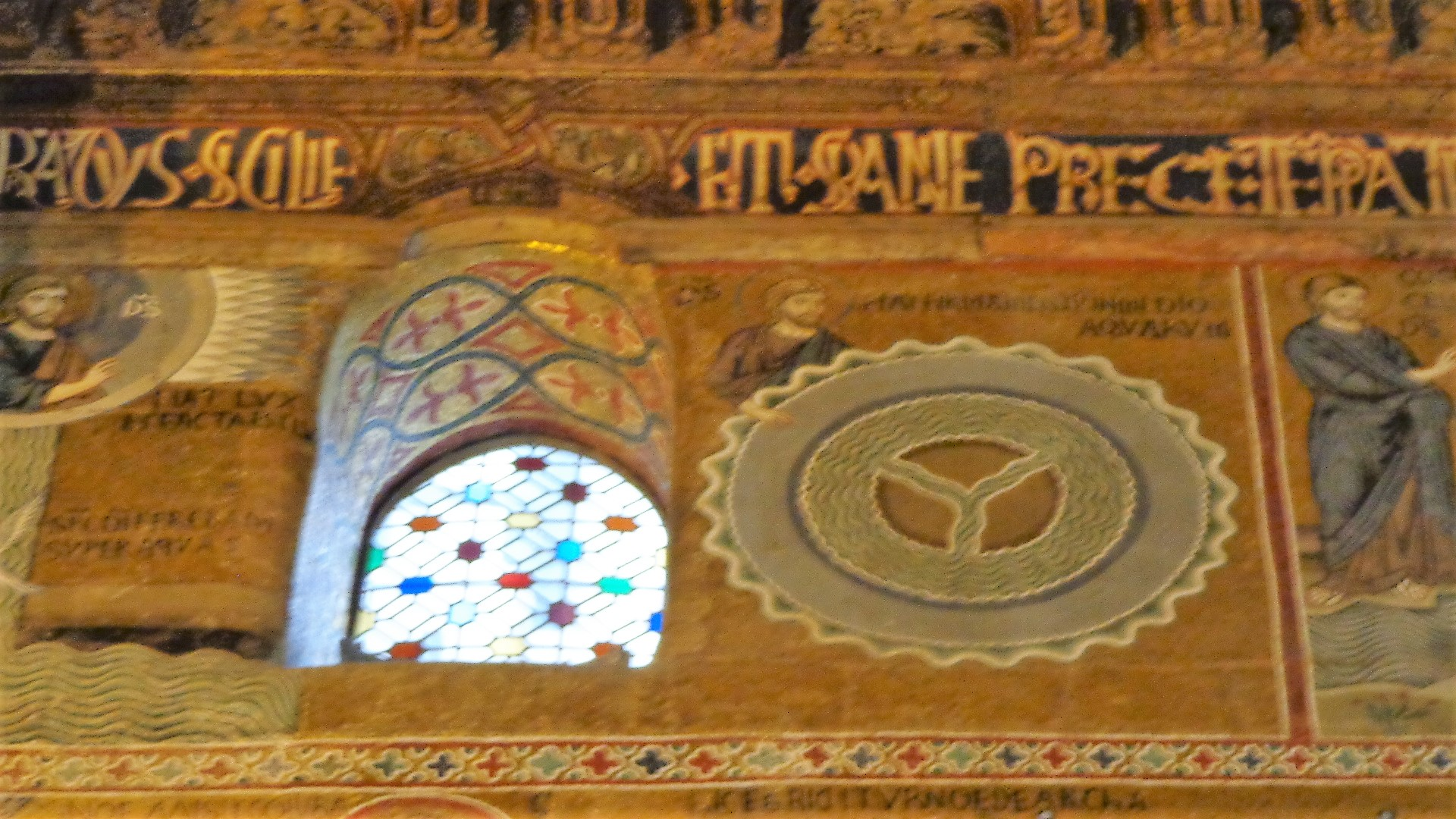
Creazione del cielo, Creazione della terra e Creazione della luce
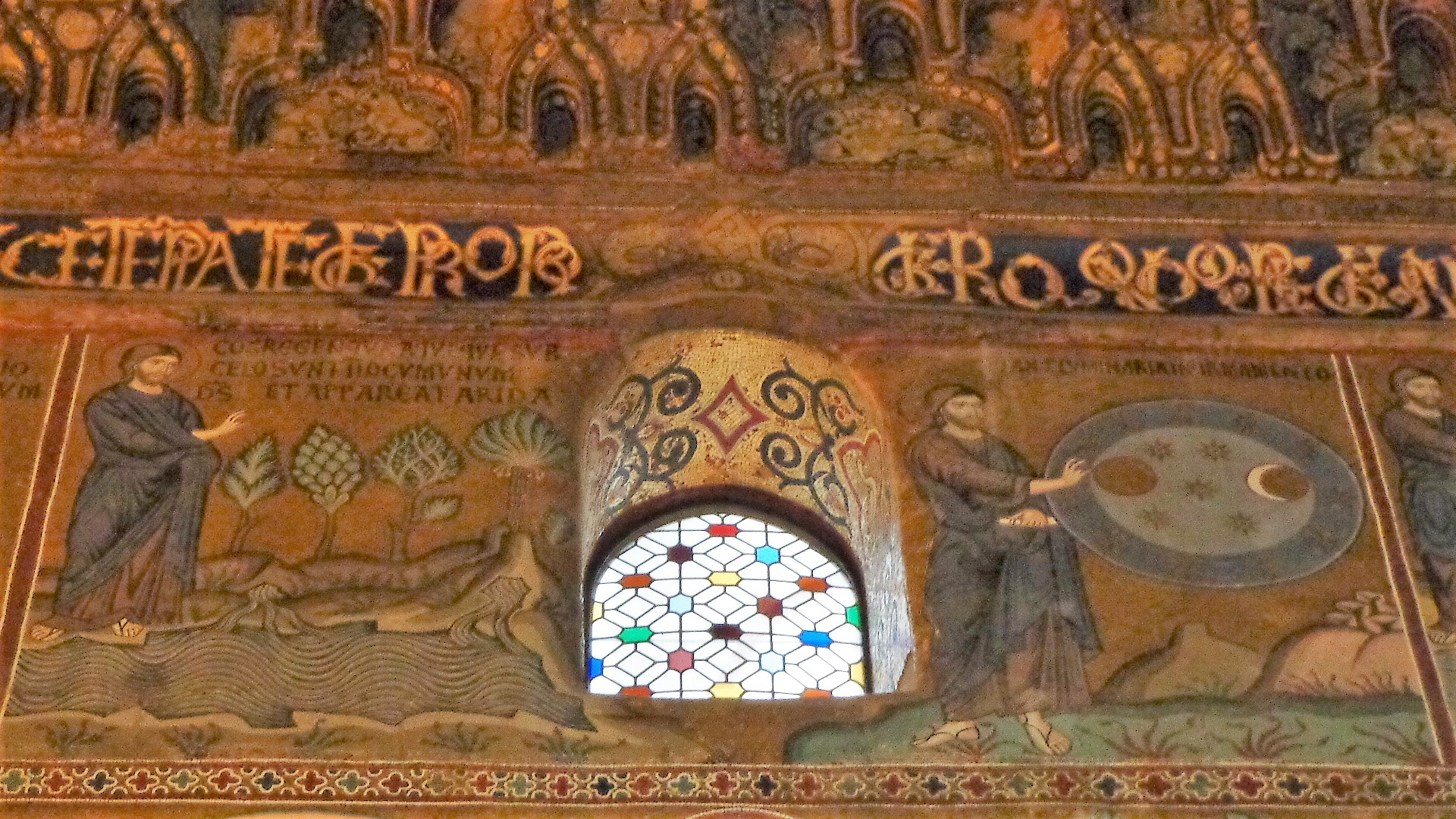
Divisione delle acque, Creazione della terraferma , Creazione del firmamento  e Creazione delle stelle
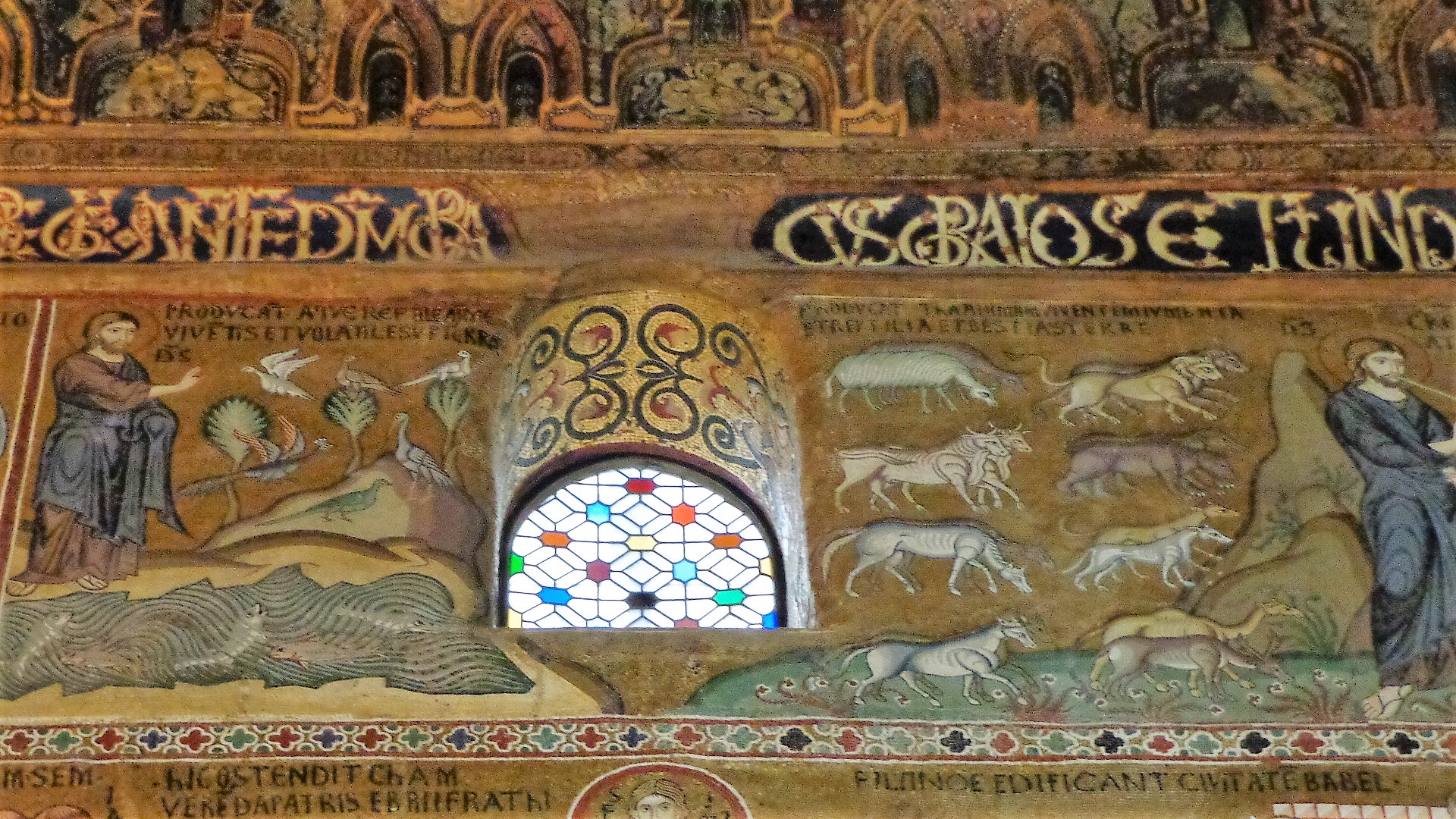
Creazione delle piante, Creazione dei pesci e degli uccelli e Creazione degli animali terrestri
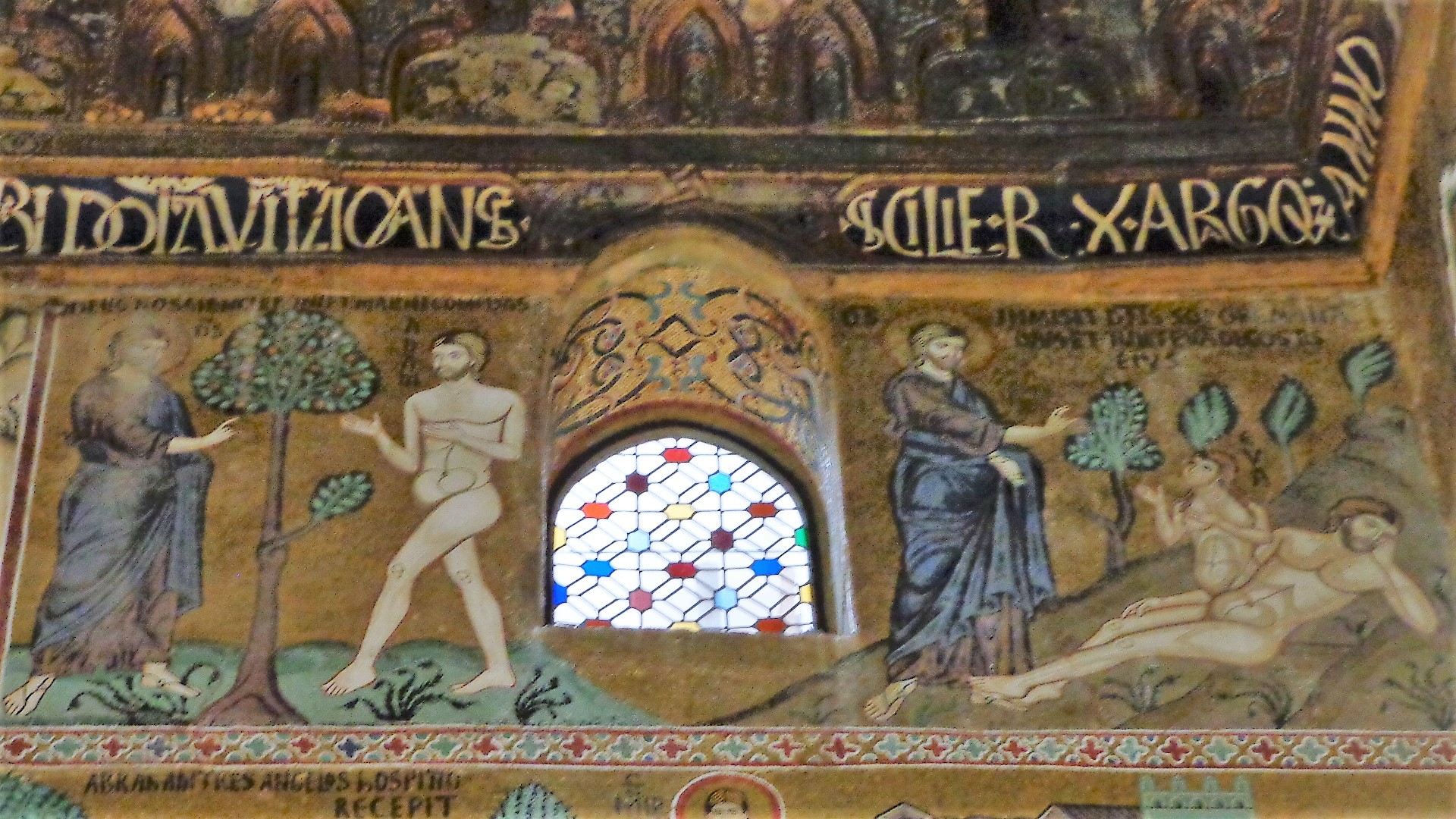
Creazione dell'uomo (Dio riposa il settimo giorno) e Creazione della donna

#### Ciclo del Paradiso Terrestre
|   | Iscrizione latina | Immagine                                                                                                  |
| - | ----------------- | --- |
| 1 |                   | Creazione di Adamo                                                                                        |
| 2 |                   | Creazione di Eva                                                                                          |
| 3 |                   | Dio proibisce ad Adamo di mangiare il frutto dell'albero della conoscenza                                 |
| 4 |                   | Adamo ed Eva cadono in Tentazione mangiando i frutti dell'albero della conoscenza soggiogati dal serpente |
| 5 |                   | Dio richiama Adamo ed Eva e rivela loro il peccato originale                                              |
| 6 |                   | Cacciata dal Paradiso                                                                                     |

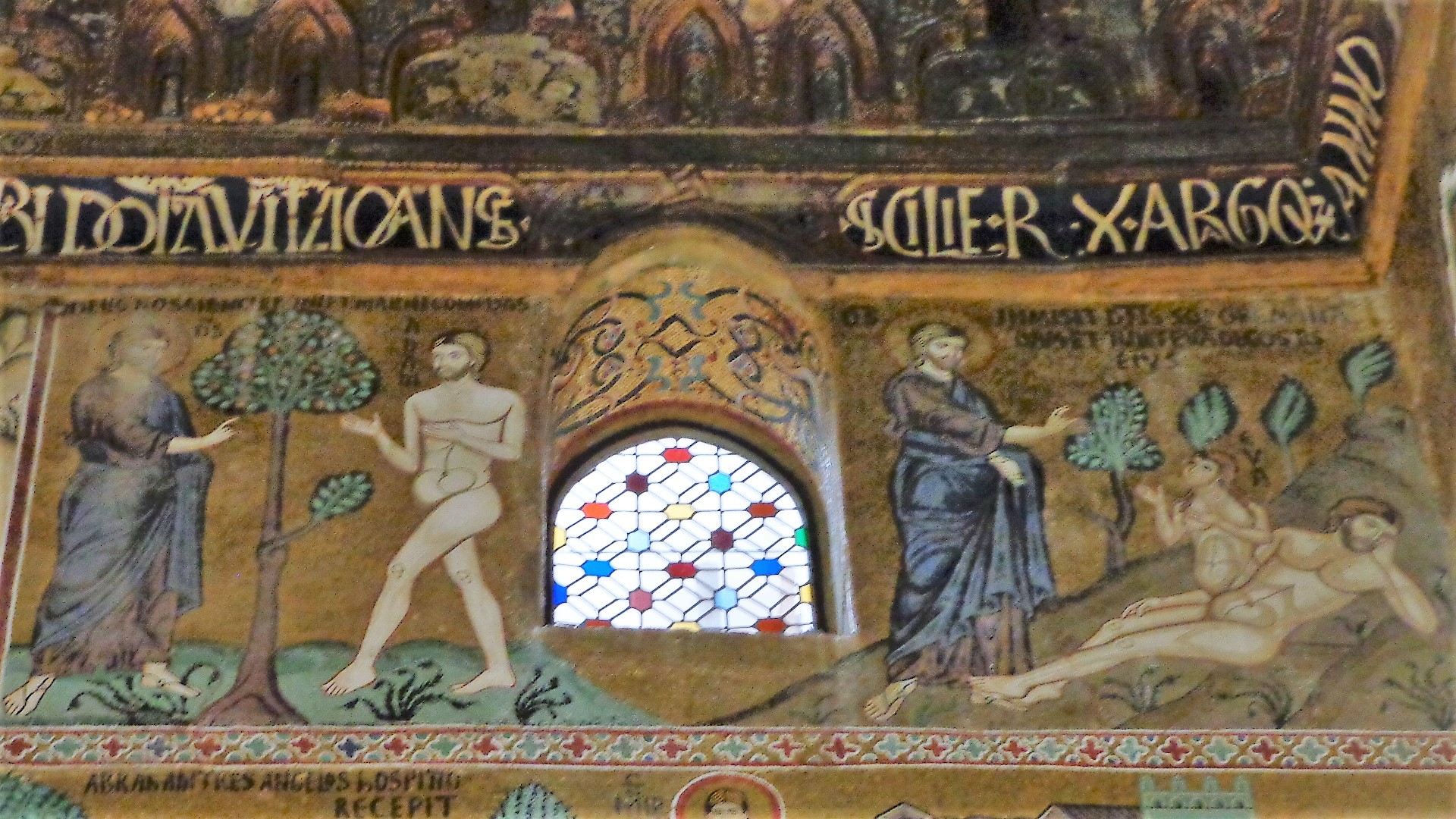
Creazione dell'uomo (Dio riposa il settimo giorno) e Creazione della donna
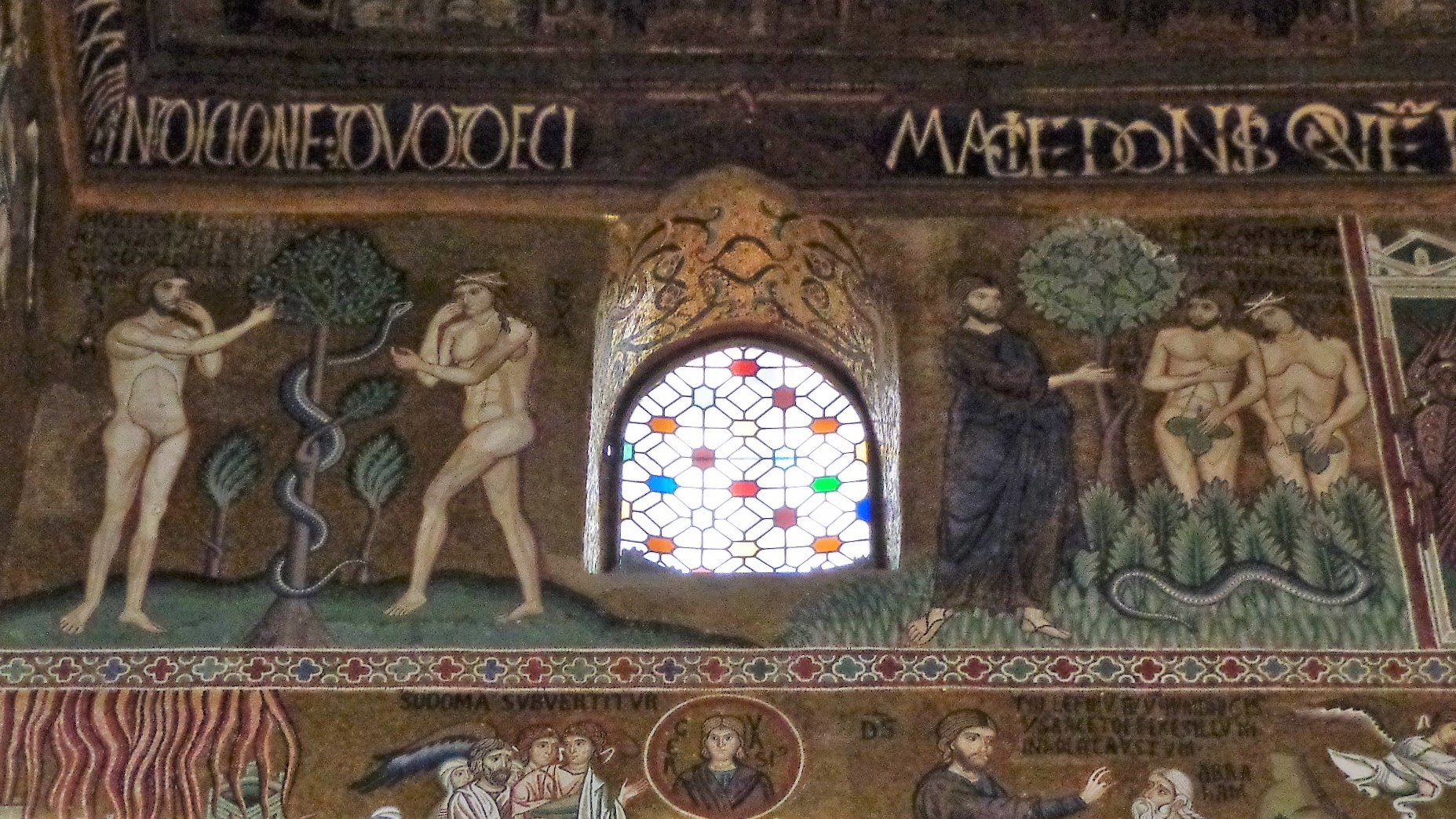
Dio proibisce ad Adamo di mangiare il frutto dell'albero della conoscenza Adamo ed Eva cadono in Tentazione
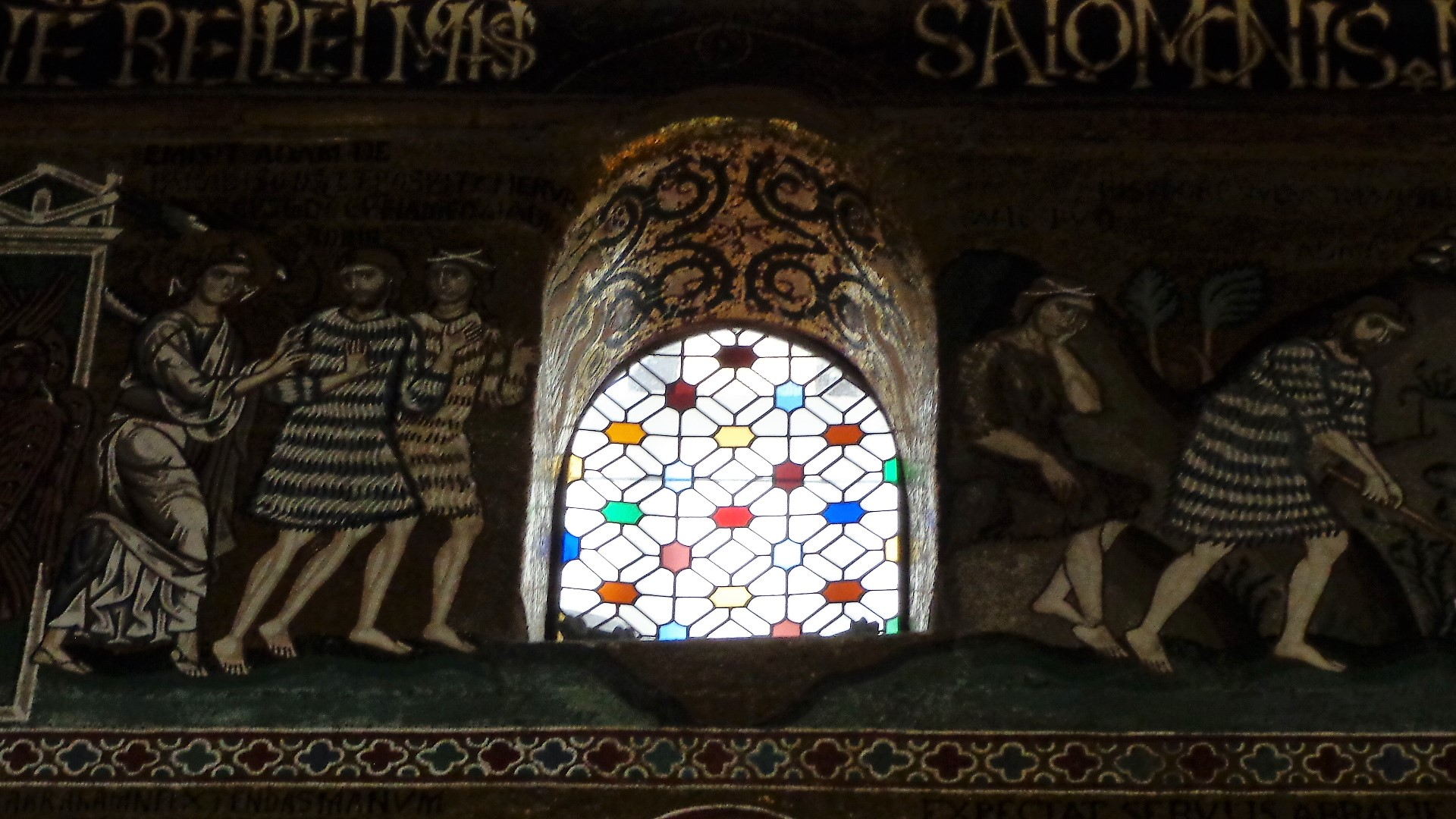
Dio richiama Adamo ed Eva e rivela loro il peccato originale Cacciata dal Paradiso

#### Ciclo dei Progenitori
|   | Iscrizione latina | Immagine                                                    |
| - | ----------------- | ----------------------------------------------------------- |
| 1 |                   | Adamo ed Eva lavorano la terra col sudore della loro fronte |
| 2 |                   | Le offerte sacrificali di Caino e di Abele                  |
| 3 |                   | Caino uccide Abele e viene punito                           |
| 4 |                   | Lamech racconta alle mogli l'uccisione di Caino             |
| 5 |                   | Rapimento di Enoch da parte degli angeli                    |
| 6 |                   | Enoch nel cielo al cospetto di Dio                          |

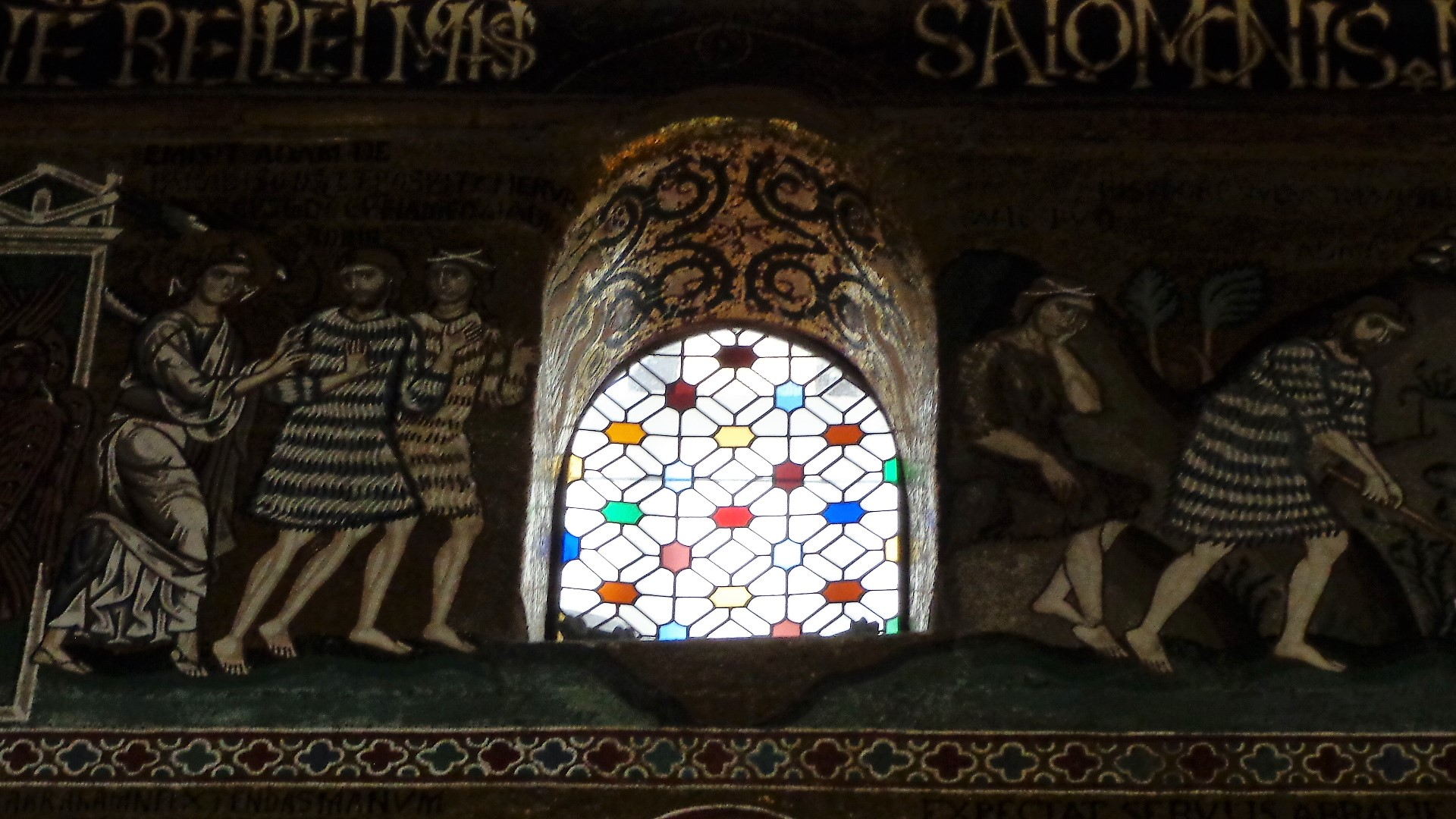
Dio richiama Adamo ed Eva e rivela loro il peccato originale Cacciata dal Paradiso
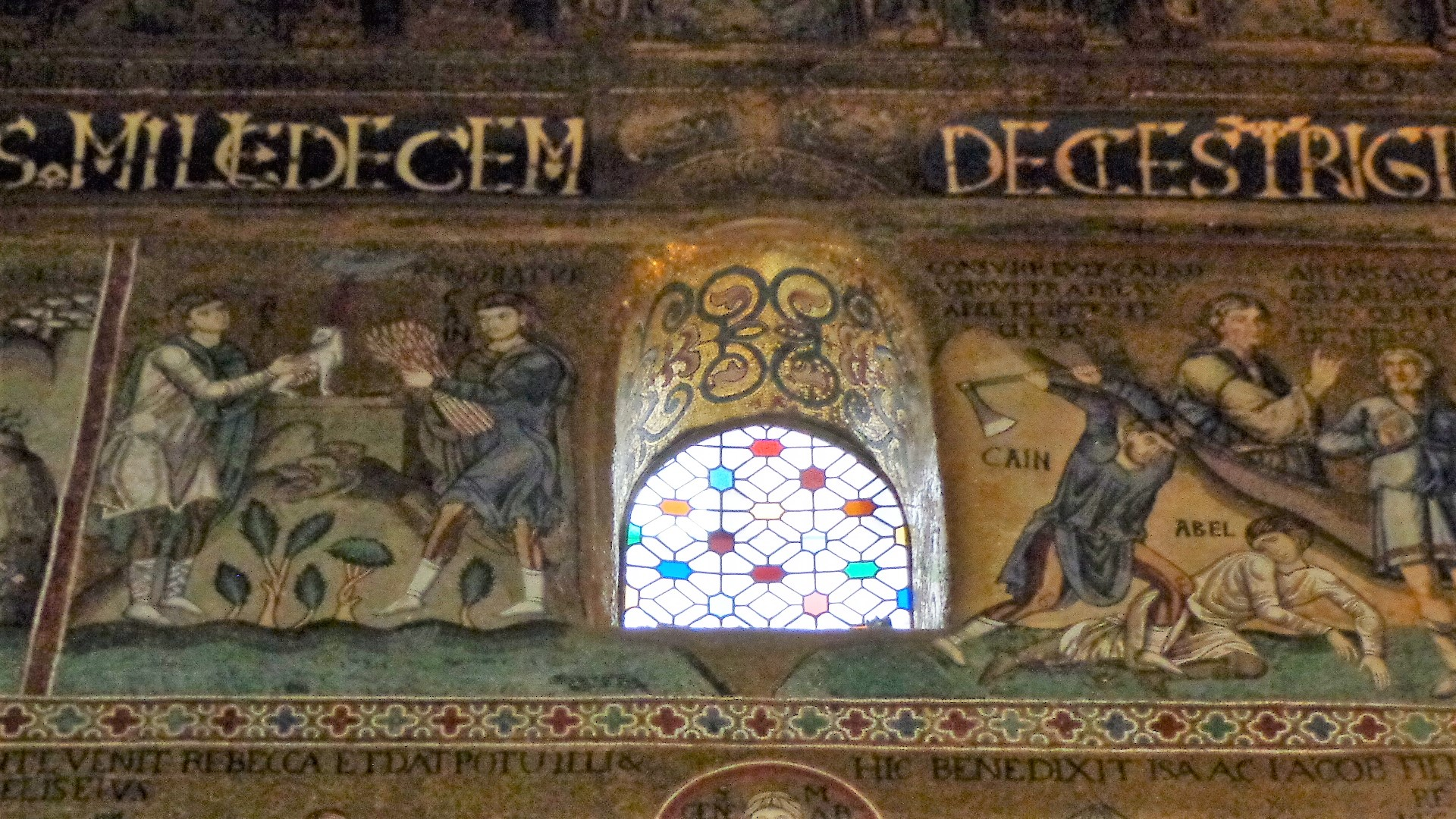
Le offerte sacrificali di Caino e di Abele Caino uccide Abele e viene punito
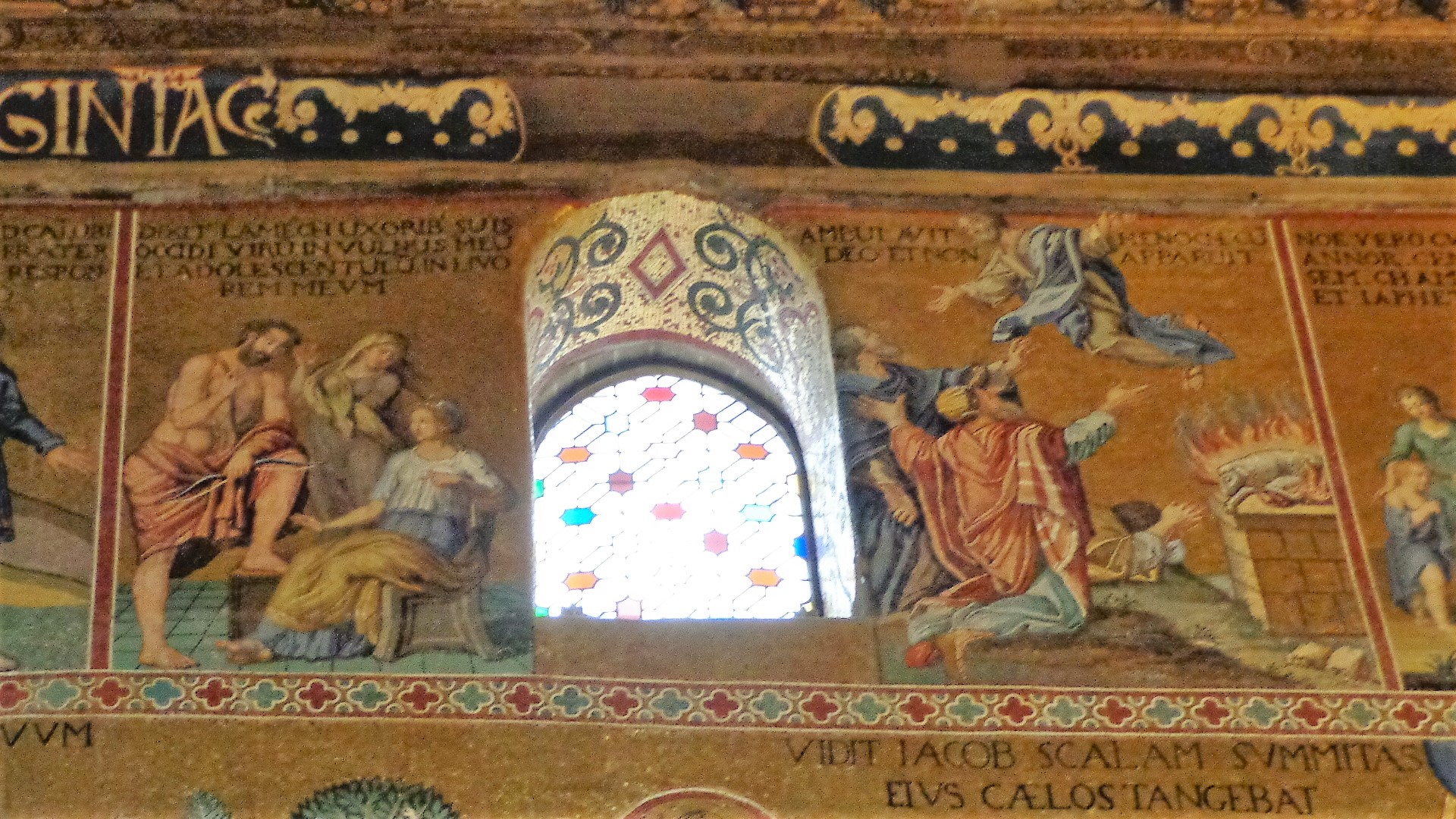
Lamech racconta alle mogli l'uccisione di Caino Rapimento di Enoch da parte degli angeli

#### Ciclo di Noè

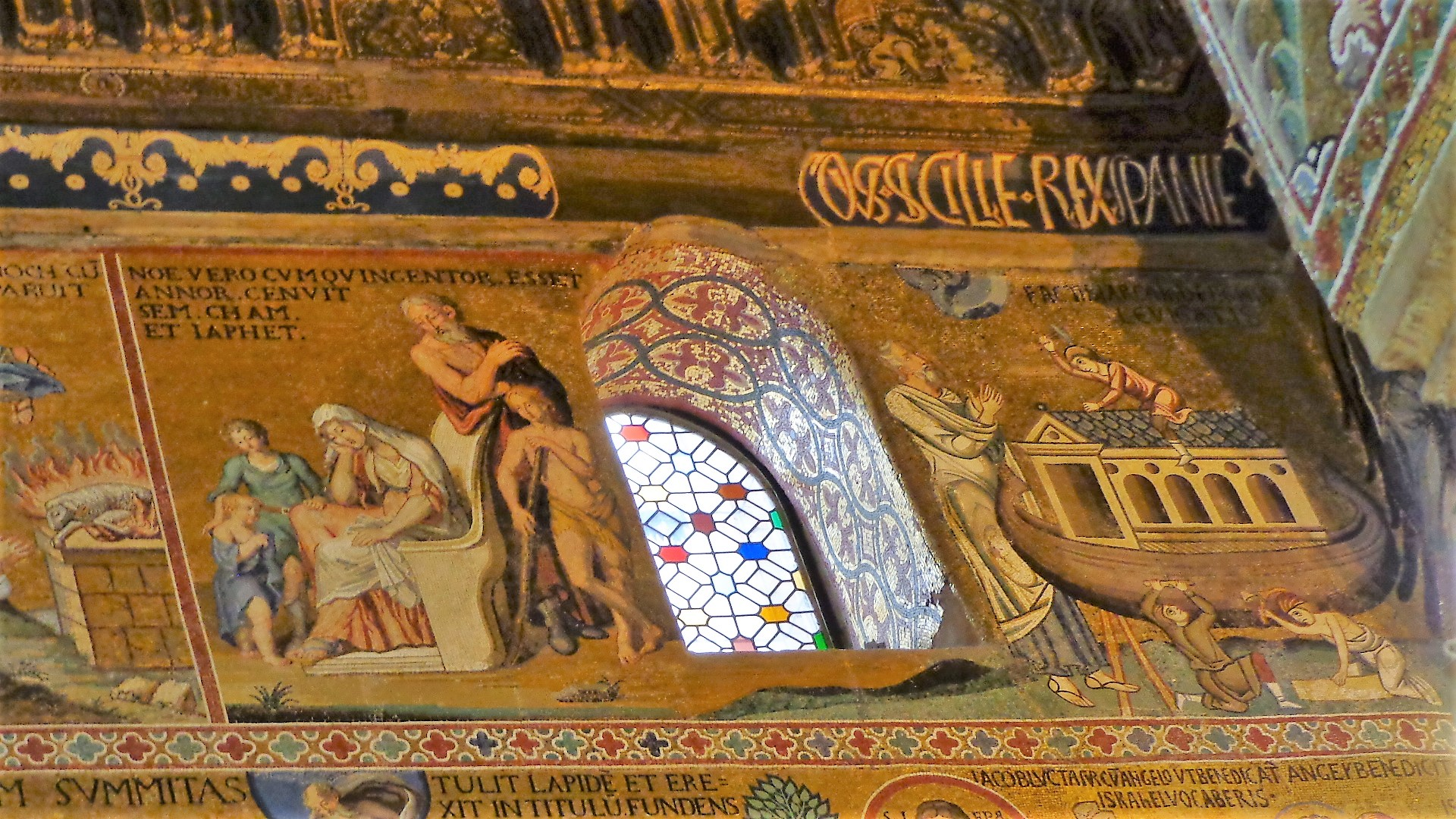
Noè e la sua famiglia Alleanza tra Dio è Noè e La costruzione dell'Arca

|    | Iscrizione latina | Immagine                          |
| -- | ----------------- | --------------------------------- |
| 1  |                   | Noè e la sua famiglia             |
| 2  |                   | Alleanza tra Dio è Noè            |
| 3  |                   | La costruzione dell'Arca          |
| 4  |                   | Arca di Noè                       |
| 5  |                   | Noè imbarca gli animali nell'Arca |
| 6  |                   | Noè libera la colomba dall'Arca   |
| 7  |                   | Il sole dopo l'asciutto           |
| 8  |                   | Lo sbarco dall'Arca               |
| 9  |                   | Ebbrezza di Noè                   |
| 10 |                   | Costruzione della Torre di Babele |

- Noè e la sua famiglia 
 Alleanza tra Dio è Noè e 
 La costruzione dell'Arca

#### Ciclo di Abramo
|    | Iscrizione latina | Immagine                                             |
| -- | ----------------- | ---------------------------------------------------- |
| 1  |                   | Abramo adora i tre angeli presso la quercia di Mamre |
| 2  |                   | Abramo offre rifugio ai tre angeli in un ospizio     |
| 3  |                   | Distruzione di Sodoma                                |
| 4  |                   | Lot con due angeli                                   |
| 5  |                   | Isacco protegge gli angeli dall'attacco dei sodomiti |
| 6  |                   | Rebecca al pozzo disseta i cammelli di Abramo        |
| 7  |                   | Rebecca condotta dai servi in sposa da Abramo        |
| 8  |                   | Dio comanda Abramo di sacrificare suo figlio         |
| 9  |                   | Sacrificio di Isacco                                 |
| 10 |                   | L'angelo ferma la mano di Abramo                     |

#### Ciclo di Giacobbe
|   | Iscrizione latina | Immagine                          |
| - | ----------------- | --------------------------------- |
| 1 |                   | Isacco benedice Giacobbe          |
| 2 |                   | Sogno di Giacobbe                 |
| 3 |                   | La lotta di Giacobbe con l'angelo |
| 4 |                   | La scala nel sogno di Giacobbe    |
| 5 |                   | Distruzione di Sodoma             |
| 6 |                   | Altare a Betel                    |

### Nuovo Testamento
Illustrazione degli episodi tratti dal Nuovo Testamento riguardanti il ciclo della Vita di Gesù, ciclo di San Paolo Apostolo, ciclo di San Pietro Apostolo mediante rispettivamente cinque scene relative Gesù e distribuite sulla parete della Cappella di San Paolo Apostolo e sulla parete del braccio meridionale del transetto. Le vite dei due apostoli sono distribuite su entrambe le pareti esterne delle navate laterali e nelle rispettive absidiole.
I mosaici superiori del transetto settentrionale non sono sopravvissuti, è pertanto verosimile che il ciclo evangelico continuasse probabilmente con gli eventi della Passione, Risurrezione e Ascensione di Gesù. Oggi la parete mostra la Predica di Giovanni Battista e una scena di vegetazione popolata d'animali, al centro una riproposizione del primitivo palco reale collegato con il resto del Palazzo Regio.

#### Ciclo della Vita di Gesù
La Natività di Gesù è distribuita sulla parete che sovrasta la Cappella di San Paolo Apostolo con contorni che sconfinano sul braccio del transetto. Le restanti scene occupano i vari ordini dell'intera superficie.
|   | Iscrizione latina | Immagine |
| - | ----------------- | --- |
| 1 |                   | Natività di Gesù. Il sogno di Giuseppe, La grotta con la mangiatoia, la scia della stella cometa su Betlemme, La mansuetudine dell'asino e del bue, Arrivo e adorazione dei Magi, Adorazione dei Pastori, Osanna dei cori angelici al canto del "Gloria a Dio nell'alto dei cieli", Epifania. |
| 2 |                   | L'avviso dell'Angelo per rifugiarsi in Egitto |
| 3 |                   | La fuga in Egitto |
| 4 |                   | Il battesimo nel Giordano |
| 5 |                   | La Trasfigurazione |
| 6 |                   | La risurrezione di Lazzaro |
| 7 |                   | L'ingresso messianico di Gesù in Gerusalemme |

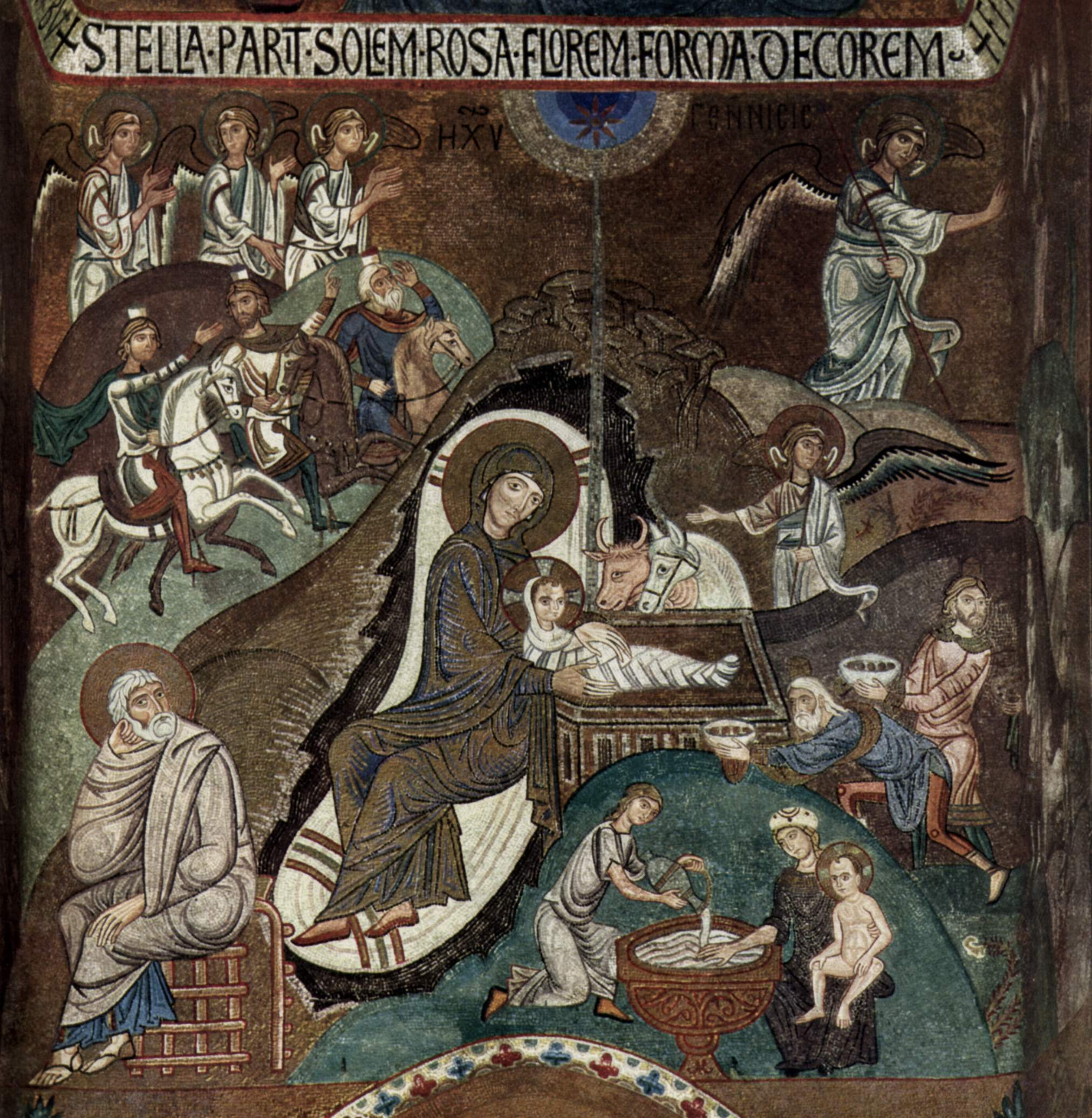
Natività di Gesù
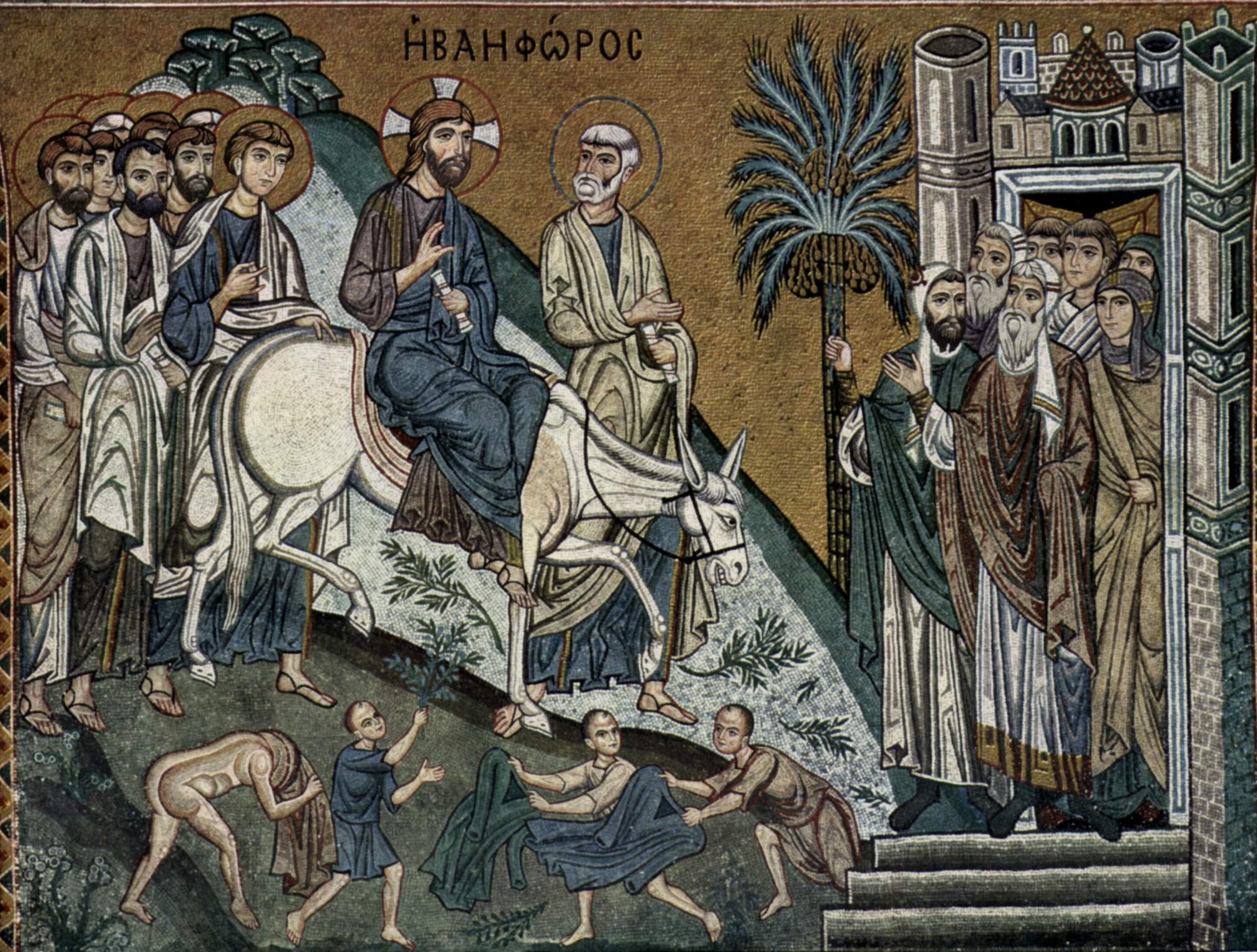
Ingresso messianiaco a Gerusalemme

## Colonnato sud
{Sezione in aggiornamento}
Sante, lati esterni:
Santi, lati interni:

## Colonnato nord
{Sezione in aggiornamento}
Sante, lati esterni:
Santi, lati interni: